# 平野綾
平野 綾（ひらの あや、1987年10月8日 - ）は、日本の声優、女優、歌手、アイドル、タレント、ラジオパーソナリティ。愛知県名古屋市出身。
代表作に『涼宮ハルヒの憂鬱』（涼宮ハルヒ）、『DEATH NOTE』（弥海砂）、『NANA』（芹澤レイラ）、『FAIRY TAIL』（ルーシィ・ハートフィリア）などがある。

## 来歴

### 生い立ち
2歳 - 3歳まで父親の仕事の関係でニューヨークに住んでいた。本場のブロードウェイ・ミュージカル『ピーター・パン』を見たのがきっかけで、初めての夢はミュージカル・スターとなる。
小学校進学当時は学校が嫌いであり、大人しい子供だったため、友達関係も作れず、結構いじめられたりもしていた。8歳の時にアマチュアで初めて区民ミュージカルの舞台に立つ。自分から「やりたい」と言ってオーディションに行って受かり、「一気に道が開けたかな」と語る。

### キャリア
小学高学年で芸能界に入ることを決め、「今からこの仕事を選ぶなら一生の仕事になるように」と言われてマスコミ関係だった両親と約束をしたことを述べている。迷った時も悩んだ時もそれを忘れないように心がけている。「アニー」のオーディションがあったが、前日に熱が出たりするなどあがり症であった。 
中学生の頃に時々目が見えなくなる偏頭痛になった際に、病院の検査で脳に腫瘍が見つかり、脳下垂体腺腫という難病を患っていることを告白した。この持病から普段は辛いものと冷たいものが食べられなかった。症状として腫瘍が目の神経に触れ、目が見えなくなったり、言葉が出づらくなったりする。当初は言語がおかしくなったり、記憶が飛ぶこともあった。一時は手術も考えたが、手術の際に鼻の骨を砕く、声が変わると言う理由で手術に踏み切れなかった。2014年、父親が亡くなった年に腫瘍がなくなる。腫瘍がなくなるまではずっと頭痛に悩まれていており、学生時代は保健室にいることが多かった。
2006年に玉川学園高等部を卒業。玉川大学芸術学部に進学したが、『涼宮ハルヒの憂鬱』の大ヒットで多忙な生活となり、学業との両立が難しく過労で体調を崩すことが多かったため実質2週間ほど通ったのみで半年後に休学、のちに退学。 
2010年以降からは、一般のバラエティ番組などにタレントとして出演する機会が増え、テレビドラマや舞台などへ活動の場を広げている。この他2016年には舞台演劇を学ぶために半年間の留学を経験した。
2011年、Grickへ移籍。初舞台となる「嵐が丘」のヒロイン役が決まってから、幼少の頃からの夢であった舞台中心の活動に移行後、声優活動は繁忙期よりセーブした状態となる。その後、滞りなく主演やヒロイン、それに準ずる大役で数多くの作品に出演している。 
2014年7月11日『レディ・ベス』の初演を目前に父親が逝去。 
2018年には「All About ミュージカル・アワード」で『ブロードウェイと銃弾』で新星賞を受賞。 女優部門11位、作品賞5位『ブロードウェイと銃弾』、再演賞3位『モーツァルト!』を受賞する。 
2019年には「AYA HIRANO LIVE2019」アニメファンとミュージカルファン、両方の二つのリクエストを叶えるソロライブを開催する。

### 現在まで
2020年6月28日 - 7月1日のブログでは自宅のトイレで低血圧になり、倒れた時に怪我をするなどめまいで立ち上がれない時もあった。
2021年10月8日、34歳の誕生日に音声配信「stand.fm」で『あやのこと。』チャンネルを開設。
2022年8月末日をもって、10年間の専属契約が満了し、Grick株式会社から独立。「お世話になりました所属事務所には、舞台のお仕事を始め留学の後押しをしていただいたり、私の進みたい道を尊重してもらいながらも、新しい仕事の可能性を広げていただき、この10年間でご一緒させていただいたスタッフの皆様には感謝しかありません」と感謝の言葉を述べている。
12月16日、Twitterでアニメ作品の出演が少なくなった背景には、アニメの仕事をすると、一部の過激なファンから殺害予告をされたことを告白。警察が対応したことを明かした。また更にはTwitterでは過去に2011年に2010年から二期物と長期物のアニメへの出演を除く新規アニメ禁止令が出されていたことも明かしていた。
2024年1月3日、俳優の谷口賢志との結婚を報告。しかし、同年9月11日発売の『週刊文春』で家庭内のDV疑惑が写真つきで報じられ、同日に平野は自身のSNSでこの疑惑について言及。報道内容について真実もあれば事実無根なこともあるとしながらも、弁護士を通して協議離婚の話し合いが行われている最中であることを明かした。また、平野・谷口両名は「このような報道は不本意で一方的であり、様々な情報が錯綜されることやプライバシーを害することなく、夫婦間の問題は見守っていてほしい」とした。
10月5日の『梶裕貴のラジオ劇場』の話の中で、アニメの出演は舞台のスケジュールが決まれば、調整が難しいため断ることもあったらしく、コロナ禍でよく行われた分散収録の要領で出来るのであれば出演が可能とのこと。
2025年8月5日、谷口との離婚を発表。

## 人物
様々なタイプのキャラクターの声を演じ分けることができ、『らき☆すた』では、主人公・泉こなたの他に、ゲストの涼宮ハルヒ、『クレヨンしんちゃん』の野原しんのすけのものまねなどもアニメ内で演じている他、TVアニメ『らき☆すた』エンディングテーマ集 〜ある日のカラオケボックス〜に収録されている歌には、1曲の中で「泉こなた」の声と、それとは違う声を使い分けている様子が収録されている。
声優になるまでの基礎をきちんと学んでいなかった（養成所などでレッスンを受けたわけではないため）ことから、レギュラーの仕事が増えても、声優としての自信がいつまでも持てなかったと語っている。 また、短期留学した際には、ボイストレーニングの先生には「ニューヨークにひとりでレッスンに来ていることの意味がわかる?」と言われ、自分に対してのハードルが高すぎたことに気づき、自分を褒めることも大切なのだと学んだという。 
小さい頃から宝塚歌劇団を観ていて、高校生の頃は友人の影響もあり、更にのめり込み、公演に通っていた。 一番熱心に追いかけていた頃のトップは和央ようか・花總まりである。そのため花總とミュージカル『レディ・ベス』で共演することが決まった際には対面した際には「すみません、実はファンです」とまず告白した。水夏希も好きだという。 
中学時代はあまりにも喋らないことから「綾波レイ」と呼ばれていた。
家系に出版関係の人物がおり、祖父は出版社で井上靖の原稿取りをしていた。父、叔父も作家の名前から由来しており、名前の「綾」は、三浦綾子から由来にしているという。道長（みちなが）というバーミーズの雄の猫と、沙羅（しゃら）というブリティッシュショートヘアの雌の猫を飼っている。道長は藤原道長から、沙羅は平家物語から名付けた。
『名探偵コナン』のファンで、当時14歳、人生で初めての声優のアフレコ見学を体験したのがコナンの現場だった。2021年4月16日公開（新型コロナウイルスの影響で一年延期、実際は2020年に公開されるはずだった）の『名探偵コナン 緋色の弾丸』に出演し、声優として20年越しの夢が叶った。

### 涼宮ハルヒの憂鬱
音響監督を務めた鶴岡陽太からは、「声のキャパシティーの大きさ。ハルヒは感情のふり幅が大きいので、キイキイしない幅の広さがポイントでした」とハルヒ役に起用した理由を語られている。 
明るいキャラクターで知られているが、元々は大人しい性格であまり喋らず、読書好きということもあり学生時代は一人で本を読んでいるタイプ。読書好きと言うこともあり、当初は涼宮ハルヒ役ではなく長門有希役のオーディションを受けていた。
『ハルヒ』出演時は、「普段の性格とハルヒの性格はギャップがあり、自分が思っている以上にファンから求められるのがハルヒそのもので悩んでいた。」「しかし、全ての行動をお芝居だと解釈することで、発言やステージの立ち方までハルヒに寄せることで乗り切っていた。」「苦悩した時もあったが、諦めない粘り強さを持つハルヒの思考にいつも励まされていた」とのちに述べている。

## 略歴
1998年
- 東京児童劇団（スペースクラフトのジュニア事業部門）へ入団し、テレビコマーシャルなどで子役として活動を始める[3][36][37][38]。

2000年
- ドラマ『多重人格探偵サイコ 雨宮一彦の帰還』にて、物語のキーパーソンとなるロリータ℃役で女優デビュー[13]。同時に同作品のイメージソングも歌い上げた。原作者の大塚英志からはラジオにて「この子は売れる」と言われた。

2001年
- テレビアニメ『おとぎストーリー 天使のしっぽ』のサルのモモ役で声優デビュー[39]。

2002年
- テレビ番組『SDM発!』（フジテレビ）のオーディションで選ばれ、伊藤彩華、吉田有希とともに音楽ユニットの結成が決定。

2003年
- 前年に結成が決まった音楽ユニットが、「ユニット名未定」の名称で東芝EMI（現・EMIミュージック・ジャパン）から歌手デビュー。2作目からはユニット名を「Springs」へ改名。

2005年
- テレビアニメ『アイシールド21』の姉崎まもり役でヒロインを初めて演じる。
- OVA『いつだってMyサンタ!』のマイ役でアニメ初主演。

2006年
- 3月8日 - 『Breakthrough』でLantisから単独歌手デビュー。
- 高校卒業を機に声優として本格的な活動を開始。また、玉川大学芸術学部メディア・アーツ学科に入学した[40]が、1週間しか通えず、半年間の休学後中退[41]。
- テレビアニメ『涼宮ハルヒの憂鬱』の涼宮ハルヒ役でテレビアニメ初主演。この作品をきっかけに大きく知名度を上げ、その後はアニメ作品のレギュラー獲得が増える[13]。
  - セカンドシングル『冒険でしょでしょ?』がオープニング主題歌に起用され、オリコン週間シングルチャートで初登場10位を記録。
  - 共演者の茅原実里、後藤邑子と共に歌ったエンディング主題歌『ハレ晴レユカイ』、後藤邑子と共同の劇中歌集シングル『涼宮ハルヒの詰合』が、それぞれオリコン週間シングルチャートで初登場5位を記録。
  - これらの楽曲リリースを期に、『HEY!HEY!HEY! MUSIC CHAMP』や『Animelo Summer Live 2006 -OUTRIDE-』に出演するなど、音楽活動も増える。
- 第11回アニメーション神戸にて、『ハレ晴レユカイ』が主題歌賞（ラジオ関西賞）を受賞（茅原実里、後藤邑子と共同）[42]。

2007年
- 3月 - 第1回声優アワードにて新人女優賞、東京アニメアワード2007にて声優賞を受賞[43]。

2008年
- 3月 - 第2回声優アワードで主演女優賞と歌唱賞を同時受賞。
- 5月1日 - 公式ファンクラブ「平野塾」発足。
- 7月16日 - ファーストアルバム『RIOT GIRL』発売。
- 8月8日 - 金曜ロードショー『ザスーラ』で洋画吹き替え作品に初出演。
- 10月〜11月 - ファースト・ライブツアー「RIOT TOUR」を開催。

2009年
- テレビアニメ『涼宮ハルヒの憂鬱』の2009年版で、9thシングル『Super Driver』がオープニング主題歌に起用され、オリコン週間シングルチャートで初登場第3位を記録。
- 11月18日 - アルバム『スピード☆スター』発売。
- 12月 - 翌年1月、セカンド・ライブツアー「スピード☆スターツアーズ」を開催。

2010年
- 2月6日 - 劇場版アニメ『涼宮ハルヒの消失』でアニメ映画初主演。
- 12月23日 - 赤坂BLITZでライブ「AYA HIRANO Special LIVE 2010 〜Kiss me〜」を開催。

2011年
- 5月25日 - ベストアルバム『AYA MUSEUM』発売。この作品をもって、Lantisでの音楽活動を終了[44]。
- 8月21日 - 所属事務所を、スペースクラフト・エンタテインメントからGrickへ移籍[45]。
- 10月8日 - 東京・六本木のニコファーレで「新ファンクラブ発足記念&バースデーLIVE」を開催[46]
- 10月8日 - 公式ブログをリニューアル。タイトルを『AsH』に変更。

2012年
- 1月 - 日本テレビのテレビドラマ『ミューズの鏡』、『こんなのアイドルじゃナイン!?』にレギュラー出演。
- 2月13日 - USTREAMで配信されたファンクラブ会員向けバレンタインイベント番組にて、ユニバーサルシグマへ移籍し楽曲のリリースを再開することを発表。
- 5月23日 - ミニ・アルバム『FRAGMENTS』発売。
- 6月〜7月 - ライブツアー『AYA HIRANO FRAGMENTS LIVE TOUR 2012』[47]を開催。
- 10月 - 日本テレビの情報番組『東京暇人』のメインパーソナリティを担当。
- 10月8日 - 東京・代官山UNITで「25th anniversaryバースデー&#AYATOMO発足1周年記念ライブ」を開催。
- 11月、日本大学と桃山学院大学で学園祭ライブを開催。
- 12月16日 - アニメソングイベント『ミュ〜コミ+プラス presents アニメ紅白歌合戦 Vol.2』に出演。

2013年
- 4月29日 - ロック・フェスティバル『NAONのYAON』に出演。
- 7月15日 - TBSのテレビドラマ、『税務調査官・窓際太郎の事件簿』に出演。
- 10月8日 - 昨年に引き続き代官山UNITで「バースデー&#AYATOMO発足記念日ライブ」を開催。
- 12月14日 - 赤坂BLITZでライブ「AYA HIRANO Special LIVE 2013 〜Promise〜」を開催、持ち歌全曲（57曲）を披露した。

2014年
- 2月19日 - アルバム『vivid』発売。

2016年
- 4月からニューヨークへ半年間留学のため出演休止、東京暇人のレギュラー出演を休止。代役MCは松井玲奈[48]。

2017年
- 8月26日、アニメロサマーライブに約11年ぶりに出演。アニメ「涼宮ハルヒの憂鬱」で結成されたユニット「SOS団（平野綾、茅原実里、後藤邑子）」で「ハレ晴レユカイ」を披露した。
- 12月13日、FNS歌謡祭に出演。山本彩（NMB48）、松村沙友理（乃木坂46）とともにハレ晴レユカイを披露した[49]。

2019年
- 9月9日 - 内閣府から「クールジャパン・アンバサダー」に任命された[50][51]。

2022年
- 9月1日 - ブログにてGrickからの独立を発表した[52]。

2024年
- 2月17日〜3月3日 - 11年ぶりとなるライブツアー『AYA HIRANO LIVE TOUR 2024 〜RE:BOOT〜』を開催[53]。

2025年
- 5月10日 - 約11年ぶりの本人名義の新曲「evolutions」を配信限定でリリース[54]。

## 出演
太字はメインキャラクター。

### 舞台・演劇
2011年
- 嵐が丘（7月、赤坂ACTシアター、梅田芸術劇場シアター・ドラマシティ） - ヒロイン・キャサリン 役

2012年
- 戯伝写楽 -その男、十郎兵衛-（2月） - 浮雲 役
- LOVE LETTERS（3月9日、PARCO劇場／2018年11月16日、サンシャイン劇場） - メリッサ・ガードナー 役
- ウサニ（8月3日 - 26日、ル テアトル銀座） - 主演・ウサニ 役

2013年
- レ・ミゼラブル（4月 - 11月、2015年4月 - 9月） - エポニーヌ 役

2014年
- レディ・ベス（4月 - 9月、2017年10月 - 12月） - 主演・レディ・ベス 役
- W・シェイクスピア HUMAN（10月22日、本多劇場） - ジュリエット役
- モーツァルト!（11月 - 12月、2018年5月 - 8月） - ヒロイン・コンスタンツェ 役

2015年
- モンティ・パイソンのスパマロット（2月 - 3月） - ヒロイン・湖の貴婦人 役

2016年
- エドウィン・ドルードの謎（4月 - 5月） - ヒロイン・ローザ・バッド 役
- マーダー・バラッド（11月） - 主演・サラ 役

2017年
- コメディ・トゥナイト！（3月 - 4月） - お美津 役

2018年
- ブロードウェイと銃弾（2月7日 - 28日、日生劇場／3月5日 - 20日、梅田芸術劇場／3月24日 - 4月1日、博多座／2021年5月12日 - 30日、日生劇場／6月4日 - 6日、KOBELCO大ホール／6月12日 - 13日、オーバード・ホール／6月19日 - 20日、高崎芸術劇場） - オリーブ 役

2019年
- レベッカ（1月5日 - 2月5日、シアタークリエ） - 主演・わたし 役
- 舞台『仮面山荘殺人事件』（9月28日 - 10月6日、サンシャイン劇場／10月11日 - 13日、サンケイホールブリーゼ／10月19日、新潟市民芸術文化会館） - 主演・森崎朋美 役
- ロカビリー☆ジャック（12月5日 - 30日、シアタークリエ／2020年1月11日 - 12日、福岡市民会館／1月16日、日本特殊陶業市民会館） - サマンサ・ロッシ 役

2020年
- サンセット大通り（3月20日 - 29日、東京国際フォーラム） - ベティー・シェーファー 役
- THE MUSICAL CONCERT AT IMPERIAL THEATRE（8月）- ProgramCで出演
- Gang Showman（9月18日 - 10月3日、シアタークリエ）メアリー役

2021年
- NEW YEAR’S Dream （1月5日 - 11日、明治座）
- フレンズ・オブ・ディズニー・コンサート2021 （4月24日）
- エニシング・ゴーズ（8月1日 - 29日、明治座／ 9月4日 - 12日、御園座／9月17日 - 26日、新歌舞伎座／9月30日 - 10月5日、博多座 ） - アーマ 役

2022年
- ヴェラキッカ（1月15日 - 23日、東京建物 Brillia HALL／2月2日 - 6日、COOL JAPAN PARK OSAKA WWホール） - キャンディ・ヴェラキッカ役
- ジョゼフ・アンド・アメージング・テクニカラー・ドリームコート（4月7日 - 29日、日生劇場／5月5日 - 7日、刈谷市総合文化センター アイリス 大ホール／5月12日 - 16日、オリックス劇場） - ナレーター 役
- フレンズ・オブ・ディズニー・コンサート 2022（4月24日、東京国際フォーラム ホールA） - ゲストアーティスト
- 室温〜夜の音楽〜（6月25日 - 7月10日、世田谷パブリックシアター／7月22日 - 24日、兵庫県立芸術文化センター 阪急 中ホール） - キオリ・サオリ役
- 明治座MEIJIZA 150th Anniversary Special Concert『The Dream Co-Star』（9月9日 - 15日、明治座）
- はるかそよかの音楽に恋してmeets平野綾（11月23日、サンケイホールブリーゼ） - ボーカルゲスト

2023年
- 悪魔の毒毒モンスターREBORN（1月14日 - 1月22日、EX THEATER ROPPONGI／1月27日 - 29日、サンケイホールブリーゼ） - ヒロイン・サラ 役
- 音楽朗読劇「星の王子さま　Le Petit Prince〜きみとぼく〜」（2月4日、song&supper BAROOM） - 王子 役
- 「古川雄大 The Greatest Concert vol.2 -A Musical Journey-」（2月18日、日本青年館ホール） - 日替わりゲスト
- A new musical『FACTORY GIRLS〜私が描く物語〜』（6月、東京国際フォーラム） - マーシャ 役
- 『チェンソーマン』ザ・ステージ（9月16日 - 10月1日、天王洲 銀河劇場 / 10月6日 - 9日、京都劇場）- マキマ 役
- 朗読劇「Nのために」（10月15日、山野ホール） - 野口奈央子	役

2024年
- 朗読劇「はじめての」後編（1月8日、シアター1010）
- この世界の片隅に（5月9日 - 7月28日、日生劇場 他） - 白木リン 役
- ミュージカル「9 to 5」（10月6日 - 21日、日本青年館ホール / 10月25日 - 28日、オリックス劇場 / 11月1日 - 3日、キャナルシティ劇場 / 11月7日 - 8日、静岡市清水文化会館 大ホール） - ドラリー・ローズ 役

2025年
- CONCERT「THE BEST New HISTORY COMING」にゲスト出演（1月29日午後10時よりWOWOWライブで生放送、帝国劇場）
- CONCERT「THE BEST New HISTORY COMING」（2月14日 - 19日、帝国劇場）
- ミュージカル「チョコレート・アンダーグラウンド」（6月5日 - 15日、よみうり大手町ホール / 6月21日、森ノ宮ピロティホール / 6月28日・29日、富山県民会館 ホール） - モファット 役
- Musical Lovers2025（11月8日・9日〈予定〉、渋谷区文化総合センター大和田 さくらホール）

### テレビドラマ
- 多重人格探偵サイコ 雨宮一彦の帰還（2000年5月2日 - 7日、WOWOW） - ロリータ℃ 役
- SMAP×SMAP特別編 Smap Short Films「good-bye, cruel world」（2001年4月9日、関西テレビ・フジテレビ）
- サザエさん生誕65年記念 新春サザエさんスペシャル（2011年1月2日、フジテレビ） - 未来のかおり 役
- ミューズの鏡（2012年1月14日 - 6月23日、日本テレビ） - 彩吹うらら 役[99]
- こんなのアイドルじゃナイン!?（2012年1月11日 - 3月28日、日本テレビ） - 権田麻理 役
- コドモ警察（2012年6月19日、TBS） - 林舞子 役
- 勇者ヨシヒコと悪霊の鍵（2012年10月19日、テレビ東京） - アリー 役
- 月曜ゴールデン 税務調査官・窓際太郎の事件簿25（2013年7月15日、TBS） - 福留絵里奈 役
- ウレロ☆無限大少女（2016年1月8日、テレビ東京） - レイカ 役
- 声春っ!（2021年4月29日 - 7月1日、日本テレビ） - 岩尾 役[注 16]
- ヒロイン誕生!ドラマチックなオンナたち「歌手 本田美奈子.×平野綾」（2022年12月26日、NHK総合テレビジョン） - 本田美奈子. 役（ドキュメンタリーパートにも出演）
- Play a Life (2023年3月31日、フジテレビ)[100]
- 波よ聞いてくれ（2023年4月21日 - 6月9日、テレビ朝日） - 茅代まどか 役[101]
- 量産型リコ －もう1人のプラモ女子の人生組み立て記－ 第6話 （2023年8月3日、テレビ東京） - 大石ユキ 役[102]
- ポケットに冒険をつめこんで（2023年10月20日 - 12月22日、テレビ東京） - 目黒洋子 役[103]
- 伝説の頭 翔 第5話（2024年8月16日、テレビ朝日） - 陣内響美 役[104]
- 令和の三英傑!（2024年12月11日・18日、中京テレビ・日本テレビ） - 徳川春日 役[105]
- 藤子・F・不二雄 SF短編ドラマ シーズン3「異人アンドロ氏」（2025年3月27日、NHK BSプレミアム4K）[106]

### Webドラマ
- 笑ゥせぇるすまん #11「ホワイト上司」（2025年8月1日、Amazon Prime Video）[107][108]

### 映画
- 劇場版 ミューズの鏡 マイプリティドール（2012年） - 彩吹うらら 役
- タイガーマスク（2013年） - マキ 役

### バラエティ・音楽番組
- 健康こどもっち!（1999年4月 - 2000年3月、NHK BS2）
- マリオスクール（2000年10月 - 2001年3月、テレビ東京）
- 平野綾だけTV（2009年4月 - 2010年3月、フジテレビTWO）
- ピカルの定理（2010年10月19日 - 2011年3月、フジテレビ）
- run for money 逃走中 - 激動明治の大事変（2010年11月23日、フジテレビ）
- 東京暇人（2012年10月5日 - 2020年3月、日本テレビ） - 2016年4月 - 12月は留学のため出演休止[48]
- ティーンズプロジェクト フレ☆フレ（2012年4月6日 - 2014年3月、NHK Eテレ）
- 着信御礼!ケータイ大喜利（2013年11月3日、NHK総合テレビジョン）
- 林修の今でしょ!講座（2016年5月31日、テレビ朝日）[109]
- 「ひるね姫」公開記念〜2017年もアニメに注目!ひるね姫の見どころ満載SP（2017年3月16日、日本テレビ）
- 関ジャニ∞のTheモーツァルト 音楽王No.1決定戦（2017年5月5日、テレビ朝日）
- メアリと魔女の花公開直前"メアリの魔法"を解き明かせ!SP（2017年7月2日、日本テレビ）
- ものまねグランプリ2018〜ザ・トーナメント〜（2018年12月18日、日本テレビ） - 審査員
- うたコン（2019年5月7日・2019年6月4日・2025年4月15日、NHK総合）
- 映画音楽はすばらしい！Ⅱ（2021年4月3日、NHK BSプレミアム・BS4K）
- ものまねグランプリ 新世代のものまね歌姫No.1決定戦（2021年9月28日、日本テレビ）
- 声優パーク建設計画VR部＆バーチャル六本木（2021年11月28日・12月5日、テレビ朝日）
- 2021 FNS歌謡祭 第1夜（2021年12月1日、フジテレビ）
- 映画音楽はすばらしい！Ⅲ（2021年12月27日、NHK BSプレミアム／BS4K）
- よ〜いドン！（2022年8月26日、関西テレビ）
- スローでイージーなルーティーンで（2022年8月26日、関西テレビ）
- =LOVExLOVE（2024年3月19日、日本テレビ）
- 第24回わが心の大阪メロディー （2024年11月5日,NHK総合）
- 千鳥の鬼レンチャン（2025年2月9日、フジテレビ）

### インターネット番組
- キネマルネッサンス あ〜や城（2008年2月1日 - 6月27日、GyaO! MIDTOWN TV）
- ビバビバ!オトモー♪（2012年5月終了、LISMO Channel） - メインパーソナリティ

### CM
- バンダイ「天使のしっぽ」
- ドワンゴ
- 角川書店「涼宮ハルヒの激動」
- Mobage「アヴァロンの騎士」
- 任天堂「ポケットモンスター 金・銀」
- 日清「ごんぶと」
- 花王「ロリエ」
- 東急リバブル
- 日ペンの美子ちゃん アニメCM（2018年1月8日 -、美子ちゃん[110]）

### テレビアニメ
2001年
- おとぎストーリー 天使のしっぽ（2001年 - 2003年、サルのモモ） - 2シリーズ

2002年
- キディ・グレイド（リュミエール）

2003年
- 爆転シュート ベイブレードGレボリューション（ミンミン）

2004年
- B-伝説! バトルビーダマン（2004年 - 2005年、キャラット、フェレス） - 2シリーズ

2005年
- アイシールド21（姉崎まもり）
- Canvas2 〜虹色のスケッチ〜（美咲菫）

2006年
- ギャラクシーエンジェる〜ん（カルーア・マジョラム / テキーラ・マジョラム）
- スクールランブル 二学期（笹倉葉子）
- 涼宮ハルヒの憂鬱（2006年 - 2009年、涼宮ハルヒ） - 2シリーズ
- すもももももも〜地上最強のヨメ〜（中慈馬早苗）
- DEATH NOTE（2006年 - 2008年、弥海砂） - 1シリーズ + 特別編2作品
- NANA（2006年 - 2007年、芹澤レイラ）
- ひまわりっ!（2006年 - 2007年、しきみ） - 2シリーズ
- 武装錬金（武藤まひろ）
- 錬金3級 まじかる?ぽか〜ん（パキラ）

2007年
- がくえんゆーとぴあ まなびストレート!（衛藤芽生）
- それいけ!アンパンマン（2007年 - 、コキンちゃん、タンポポちゃん、氷のスワン〈初代〉、焼きどうふくん〈5代目〉、ポー〈2代目〉、だいりくん〈13代目〉）
- ドラゴノーツ -ザ・レゾナンス-（ガーネット・マクレーン）
- ハローキティ りんごの森とパラレルタウン（エミリー）
- らき☆すた（泉こなた、涼宮ハルヒ）

2008年
- あかね色に染まる坂（長瀬湊）
- 鉄のラインバレル（2008年 - 2009年、九条美海）
- ケメコデラックス!（中村ちゃん）
- スケアクロウマン（ミーシャ）
- 絶対可憐チルドレン（2008年 - 2009年、明石薫）
- 二十面相の娘（美甘千津子 / チコ）
- ヒャッコ（能々村歩巳）
- マクロスF（ミーナ・ローシャン、ネネ・ローラ）
- もえがく★5（めがみさま、ハダカデバハムスター、メイド、アーヤお姉さん〈実写パート〉）
- もっけ（永澤怜子）

2009年
- 川の光（タミー）
- キディ・ガーランド（リュミエール）
- 君に届け（2009年 - 2011年、胡桃沢梅） - 2シリーズ
- クイーンズブレイド（ナナエル） - 2シリーズ
- ジュエルペット（2009年 - 2015年、ガーネット、赤城緑〈スマートグリーン〉、北島のばら、レディ・ジュエル 、早乙女小町 他） - 7シリーズ
- しろくまベッコムと空飛ぶマグカップ〜小さなベベの大冒険〜（ナレーション）
- ドラゴンボール改（2009年 - 2015年、デンデ） - 2シリーズ
- ファイト一発!充電ちゃん!!（ロナ・エルモ）
- FAIRY TAIL（2009年 - 2025年、ルーシィ・ハートフィリア） - 4シリーズ
- WHITE ALBUM（森川由綺）
- まりあ†ほりっく（2009年 - 2011年、宮前かなこ、衹堂静珠） - 2シリーズ

2010年
- 黒執事II（ハンナ・アナフェローズ）
- 聖痕のクェイサー（2010年 - 2011年、カーチャ / エカテリーナ＝クラエ） - 2シリーズ
- ぬらりひょんの孫（2010年 - 2011年、家長カナ） - 2シリーズ
- ルパン三世 the Last Job（神楽坂飛鳥）

2011年
- 日常（予告ナレーション）
- HUNTER×HUNTER（第2作）（メンチ）

2012年
- ガールズ&パンツァー（アリサ）
- 銀魂（2012年 - 2018年、今井信女） - 3シリーズ
- ひみつのアッコちゃん〜テクマクマヤコン テクマクマヤコン ステキなOLにな〜れ!〜（アッコ / 加賀美あつ子）
- リコーダーとランドセル（2012年 - 2013年、高橋沙夜） - 3シリーズ

2013年
- ガッチャマン クラウズ（2013年 - 2015年、パイマン） - 2シリーズ
- THE UNLIMITED 兵部京介（兵部京介〈子供時代〉、明石薫）

2014年
- ウィッチクラフトワークス（ウィークエンド）
- 寄生獣 セイの格率（ミギー）
- スペース☆ダンディ（コーヒーメーカー）
- テラフォーマーズ（サンドラ・ホフマン）

2015年
- 電波教師（刀祢大和）
- ドラゴンボール超（デンデ）
- 長門有希ちゃんの消失（涼宮ハルヒ）

2016年
- ダンガンロンパ3 -The End of 希望ヶ峰学園- 未来編（塔和モナカ）

2017年
- リルリルフェアリル〜魔法の鏡〜（ガーネット）

2019年
- アニ×パラ〜あなたのヒーローは誰ですか〜（朝比奈翼）

2020年
- GRANBLUE FANTASY The Animation Season 2（ベアトリクス）
- まえせつ!（平野先生）
- ぐらぶるっ!（ベアトリクス）

2022年
- ポプテピピック TVアニメーション作品第二シリーズ（ポプ子〈第1話Aパート〉）
- アキバ冥途戦争（御徒町）

2023年
- いきものさん - 第9話副音声

2024年
- ONE PIECE（リリス）
- ドラゴンボールDAIMA（2024年 - 2025年、デンデ）

2025年
- 天久鷹央の推理カルテ（患者の母 / 鈴原桃香）
- まったく最近の探偵ときたら（風巻ハナ）

### 劇場アニメ
2007年
- キディ・グレイド 劇場版（リュミエール） - 3部作
- ルネッサンス（イローナ・タジエフ）

2008年
- 劇場版 BLEACH Fade to Black 君の名を呼ぶ（姉 / 焔〈ほむら〉）

2009年
- アジール・セッション（ヒヨコ）
- 劇場版 デュエル・マスターズ 黒月の神帝 ルナティック・ゴッド・サーガ（神月ルナ）
- 劇場版 マクロスF（2009年 - 2011年、ミーナ・ローシャン） - 2部作
- ピューと吹く!ジャガー 〜いま、吹きにゆきます〜（ハミィ）

2010年
- 劇場版 “文学少女”（朝倉美羽）
- 涼宮ハルヒの消失（涼宮ハルヒ）

2011年
- 豆富小僧（室田アイ）

2012年
- 劇場版 FAIRY TAIL 鳳凰の巫女（ルーシィ・ハートフィリア）
- ジュエルペット スウィーツダンスプリンセス（ガーネット）
- それいけ!アンパンマン（2012年 - 2024年、コキンちゃん） - 10作品

2013年
- 劇場版 HUNTER×HUNTER 緋色の幻影（レツ）
- ドラゴンボールZ 神と神（デンデ）

2014年
- 奇魂侍（緋色）

2015年
- ガールズ&パンツァー 劇場版（アリサ）

2017年
- 劇場版 FAIRY TAIL -DRAGON CRY-（ルーシィ・ハートフィリア）
- ガールズ&パンツァー 最終章（2017年 - 2021年、アリサ）

2021年
- 銀魂 THE FINAL（今井信女）
- 名探偵コナン 緋色の弾丸（白鳩舞子）

2022年
- ドラゴンボール超 スーパーヒーロー（デンデ）
- ジュエルペット あたっくとらべる!（ガーネット）

2025年
- ベルサイユのばら（マリー・アントワネット）

### OVA
2005年
- いつだってMyサンタ!（マイ）

2008年
- エグザムライ（愛玲）
- 真救世主伝説 北斗の拳 トキ伝（サラ）
- スクールランブル 三学期（笹倉葉子）
- 星の海のアムリ（フェミナ・ノウム）
- らき☆すたOVA（オリジナルなビジュアルとアニメーション）（泉こなた）
- ルパン三世 GREEN vs RED（ユキコ）

2009年
- あかね色に染まる坂 ハードコア（長瀬湊）
- 聖闘士星矢 THE LOST CANVAS 冥王神話（サーシャ）
- TO ―共生惑星―（アリーナ）
- ピューと吹く!ジャガー リターン・オブ・約1年ぶり（上戸矢こね子）

2010年
- クイーンズブレイド 美しき闘士たち（ナナエル）
- 聖痕のクェイサー 〜女帝の肖像〜（カーチャ / エカテリーナ＝クラエ）
- 絶対可憐チルドレン 〜愛多憎生! 奪われた未来?〜（明石薫）
- “文学少女” メモワール（朝倉美羽）

2011年
- 聖闘士星矢 THE LOST CANVAS 冥王神話 第2期（サーシャ）
- FAIRY TAIL 〜ようこそ フェアリーヒルズ!!〜（2011年 - 2013年、ルーシィ・ハートフィリア） -6作品

2015年
- 長門有希ちゃんの消失（涼宮ハルヒ） - 単行本9巻オリジナルBD付き限定版

2017年
- ガールズ&パンツァー 最終章（2017年 - 2021年、アリサ、トカタ）

### Webアニメ
- 涼宮ハルヒちゃんの憂鬱（2009年、涼宮ハルヒちゃん）
- にょろーん ちゅるやさん（2009年、涼宮ハルヒ）
- 宮河家の空腹（2013年、泉こなた）
- 君に届け 3RD SEASON（2024年、胡桃沢梅[166]）

### ゲーム
2003年
- おとぎストーリー 天使のしっぽ（サルのモモ）

2006年
- GALAXY ANGEL II 絶対領域の扉（カルーア・マジョラム / テキーラ・マジョラム）
- Canvas2 〜虹色のスケッチ〜（美咲菫）
- NANA -すべては大魔王のお導き!?-（レイラ）
- ふぁいなりすと（芹沢炎夏）

2007年
- がくえんゆーとぴあ まなびストレート! キラキラ☆Happy Festa!（衛藤芽生）
- GALAXY ANGEL II 無限回廊の鍵（カルーア・マジョラム / テキーラ・マジョラム）
- 涼宮ハルヒの約束（涼宮ハルヒ）
- スペクトラルジーン（ネヴァン / 黒姫）
- すもももももも〜地上最強のヨメ〜 継承しましょ!? 恋の花ムコ争奪戦!!（中慈馬早苗）
- チョコボの不思議なダンジョン 時忘れの迷宮（シロマ）
- トラスティベル 〜ショパンの夢〜（ポルカ）
- ルミナスアーク（ルーシャ）
- らき☆すたの森（泉こなた）

2008年
- あかね色に染まる坂 ぱられる（長瀬湊）
- 家庭教師ヒットマンREBORN!DS フェイトオブヒート 炎の運命 / フレイムランブル超 燃えよ未来（リゾーナ） - 2作品
- シグマ ハーモニクス（月弓ネオン）
- シドとチョコボの不思議なダンジョン 時忘れの迷宮DS+（シロマ）
- 涼宮ハルヒの戸惑（涼宮ハルヒ）
- 絶対可憐チルドレンDS 第4のチルドレン（明石薫）
- チョコボと魔法の絵本 魔女と少女と5人の勇者（シロマ）
- 鉄道むすめDS〜Terminal Memory〜（栗橋みなみ）
- トラスティベル 〜ショパンの夢〜 リプリーズ（ポルカ）
- Φなる・あぷろーち2 〜1st priority〜（桂樹薫音）
- Memories Off 6 〜T-wave〜（箱崎智紗）
- もっと もえがく（めがみさま）
- らき☆すた 〜陵桜学園 桜藤祭〜（泉こなた）

2009年
- アークライズファンタジア（ルーシャ）
- あかね色に染まる坂 ぽーたぶる（長瀬湊）
- アサシンクリード2（クリスティーナ・ヴェスプッチ）
- GALAXY ANGEL II 永劫回帰の刻（カルーア・マジョラム / テキーラ・マジョラム）
- クイーンズブレイド スパイラルカオス（ナナエル）
- 鉄のラインバレル（九条美海）
- こくはく（古乃宮遥、倉沢陽菜、速水楓、倉沢瑠奈）
- サモンナイトX 〜Tears Crown〜（アメリア・キルストル）
- ジュエルペット 〜魔法のDSキラピカリーン☆〜（ガーネット）
- 涼宮ハルヒの激動（涼宮ハルヒ）
- 涼宮ハルヒの直列（涼宮ハルヒ）
- 涼宮ハルヒの並列（涼宮ハルヒ）
- ヒャッコ よろずや事件簿!（能々村歩巳）
- BLEACH 〜ヒート・ザ・ソウル6〜（ダークルキア）
- マグナカルタ2（ルゼフィルダ・ダレナ・ベルリネット）
- Memories Off 6 〜Next Relation〜（箱崎智紗）
- らき☆すた ネットアイドル・マイスター（泉こなた）

2010年
- アサシン クリード ブラザーフッド（クリスティーナ・ヴェスプッチ）
- ジュエルペット 〜魔法のお部屋でいっしょにあそぼう!〜（ガーネット）
- シグマ ハーモニクス コーダ（月弓ネオン）
- 武装神姫 BATTLE RONDO（エレキギター型MMS ベイビーラズ）
- 武装神姫 BATTLE MASTERS（エレキギター型MMS ベイビーラズ）
- FAIRY TAIL 激闘! 魔導士決戦（ルーシィ・ハートフィリア）
- FAIRY TAIL PORTABLE GUILD（ルーシィ・ハートフィリア）
- WHITE ALBUM -綴られる冬の想い出-（森川由綺）
- らき☆すた 〜陵桜学園 桜藤祭〜 Portable（泉こなた）
- 龍が如く4 伝説を継ぐもの（花）

2011年
- AQUAPAZZA（森川由綺）
- ヴァイスシュヴァルツ ポータブル（涼宮ハルヒ）
- Original story from FAIRY TAIL 激突! カルディア大聖堂（ルーシィ・ハートフィリア）
- クイーンズゲイト スパイラルカオス（カーチャ、ナナエル）
- 涼宮ハルヒちゃんの麻雀（涼宮ハルヒちゃん）
- 涼宮ハルヒの追想（涼宮ハルヒ）
- 戦国大戦 -1570 魔王上洛す-（華姫、SS茶々、BSS上杉謙信）
- ディシディア デュオデシム ファイナルファンタジー（プリッシュ）
- テイルズ オブ ザ ワールド レディアント マイソロジー3（カノンノ・グラスバレー）
- ファイナルファンタジー零式（カルラ）
- FAIRY TAIL PORTABLE GUILD 2（ルーシィ・ハートフィリア）
- 嫁コレ（カーチャ / エカテリーナ＝クラエ、ルーシィ・ハートフィリア）
- 龍が如く OF THE END（花）

2012年
- ドラゴンネスト（カーリー）
- FAIRY TAIL ゼレフ覚醒（ルーシィ・ハートフィリア、ルーシィ〈エドラス〉 / ルーシィ・アシュレイ）
- 龍が如く5 夢、叶えし者（花）

2013年
- 怒首領蜂最大往生（桜夜）
- スーパーロボット大戦UX（九条美海）

2014年
- ガールズ&パンツァー 戦車道、極めます!（アリサ）
- 三国志英歌
- 絶対絶望少女 ダンガンロンパ Another Episode（モナカ）
- 龍が如く 維新!（幾松）

2015年
- オルタンシア・サーガ -蒼の騎士団-（ローズ）
- グランブルーファンタジー（2015年 - 2024年、ベアトリクス、ブローディア、ゼピュロス、プリッシュ） - 3作品
- 車なごコレクション（スプリンタートレノ AE86、シーマ）

2016年
- にゃんにゃん（ソラ）
- ワールド オブ ファイナルファンタジー（名を忘れた少女）
- 鋼鉄のワルツ（クロノア・イワンノフナ）

2017年
- 神撃のバハムート（ベアトリクス）
- 白猫プロジェクト（ルーシィ・ハートフィリア）
- 歌マクロス スマホDeカルチャー（2017年 - 2021年、ミレーヌ・ジーナス）
- ゼノブレイド2（イダテン）

2018年
- 銀魂乱舞（今井信女 / 骸）
- ガールズ&パンツァー ドリームタンクマッチ（アリサ）
- 三国BASSA!!（孫権）
- Re:ステージ!プリズムステップ（泉こなた）
- テイルズ オブ ザ レイズ（2018年 - 2022年、カノンノ・グラスバレー）
- オトギフロンティア（涼宮ハルヒ）
- 神姫PROJECT（涼宮ハルヒ）
- ブレイヴガール レイヴンズ（涼宮ハルヒ）
- スーパーロボット大戦X-Ω（九条美海）

2019年
- FAIRY TAIL DiceMagic（ルーシィ・ハートフィリア）
- キャサリン・フルボディ（リン）
- クイーンズブレイド WHITE TRIANGLE（ナナエル）
- Witch's Weapon-魔女兵器-（ギン）

2020年
- FAIRY TAIL（ルーシィ・ハートフィリア）
- 放置少女〜百花繚乱の萌姫たち〜（ルーシィ）
- ビーナスイレブンびびっど!（ナナエル）
- スパイダーマン :マイルズ・モラレス（フィン・メイソン）
- ドラゴンボールZ カカロット（デンデ）

2021年
- Re:ゼロから始める異世界生活 偽りの王選候補（サクラ・エレメント）
- FAIRY TAIL ギルドマスターズ（ルーシィ・ハートフィリア）
- 八月のシンデレラナイン（2021年 - 2022年、涼宮ハルヒ）
- ワールドフリッパー（ベアトリクス、涼宮ハルヒ）
- アイドルマスター シンデレラガールズ スターライトステージ（涼宮ハルヒ）
- 彼女、お借りします ヒロインオールスターズ（ルーシィ・ハートフィリア）
- 貞子M　未解決事件探偵事務所（嬉野めぐり）
- ゲームオブナイトメア（ルーシィ・ハートフィリア）
- PUBG MOBILE（涼宮ハルヒ）

2022年
- 聖闘士星矢 ゾディアックブレイブ（女神アテナ）
- グランドサマナーズ（ルーシィ・ハートフィリア）
- モンスターストライク（劉邦）
- アークナイツ（フレイムテイル）
- 武装神姫 BATTLE MASTERS（エレキギター型MMS ベイビーラズ）

2023年
- 龍が如く 維新！ 極（幾松）
- OCTOPATH TRAVELER II（オーシュット）
- 御城プロジェクト:RE〜CASTLE DEFENSE〜（旧調査兵団本部）
- ドラゴンボール ザ ブレイカーズ（デンデ）
- Fate/Samurai Remnant（2023年 - 2024年、ドロテア・コイエット）
- スカイフォートレス-オデッセイ（ロートン）

2024年
- サンローラン騎士団（ティル）
- マクロス -Shooting Insight-（ミレーヌ・フレア・ジーナス）
- ドラゴンボール Sparking! ZERO（デンデ）
- FAIRY TAIL 2（ルーシィ・ハートフィリア）

2025年
- ミステリート〜八十神かおるの挑戦！〜（麻生優希）
- クイズRPG 魔法使いと黒猫のウィズ（涼宮ハルヒ）

- ラングリッサー モバイル（ルーシィ・ハートフィリア）

### ドラマCD
2002年
- ランブルフィッシュ（志村瞳子）

2003年
- おとぎストーリー 天使のしっぽ（サルのモモ）
- キディ・グレイド サウンドレイヤー（リュミエール）

2005年
- アイシールド21 DRAMA FIELD（姉崎まもり）

2006年
- 俺フェチ いちごちゃん気をつけて!（保田ちひろ）
- 錬金3級 まじかる?ぽか〜ん（パキラ）

2007年
- 危機之介御免 音之壱盤〜毒味之危機〜（喜多川ウタ）
- ギャラクシーエンジェる〜ん（カルーア・マジョラム / テキーラ・マジョラム）
- 涼宮ハルヒの憂鬱 ドラマCD 「サウンドアラウンド」（涼宮ハルヒ）
- 第一回 声優アワード 記念作品 こゑこひ 〜あなたの声に恋してる〜『あの日の海へ』
- 鉄道むすめ（栗橋みなみ）
- 半分の月がのぼる空 looking up at the half moon（夏目小夜子）
- 武装錬金（武藤まひろ）
- ラーメン天使プリティメンマ（プリティメンマ）

2008年
- いま、会いにゆきます（秋穂澪）
- 学園創世 猫天!（早川優美）
- 危機之介御免 音之弐盤〜未来之危機〜（喜多川ウタ）
- ジャッジメントちゃいむ Vol.2 Girls Talk（ルミネ＝メイプル）
- 絶対可憐チルドレン EPS.1st、2nd（明石薫）
- B壱（鈴琴羽 / リン＝キンパー）
- ヒャッコ4 限定版付属ドラマCD（能乃村歩巳）
- まりあ†ほりっく（宮前かなこ）
- らき☆すた ドラマCD（ドラマがコンプリートなディスク）（泉こなた）

2009年
- あかね色に染まる坂（長瀬湊）
- クイーンズブレイド（ナナエル）
- 鉄のラインバレル Sound Plays（九条美海）
- 心霊探偵 八雲 赤い瞳は知っている（小沢晴香）
- 聖痕のクェイサー（カーチャ / エカテリーナ＝クラエ）
- 絶対可憐チルドレン EPS.3rd（明石薫）
- DEARS 誕生石物語
- トラスティベル 〜ショパンの夢〜（ポルカ）
- 薔薇嬢のキス 〜rose1〜・〜rose2〜（八麻本アニス）
- 佰物語（忍野忍・ドラマCD版のみ、アニメ版では坂本真綾）
- “文学少女”と死にたがりの道化（朝倉美羽）
- マグナカルタ2（ルゼフィルダ・ダレナ・ベルリネット）
- マクロスF ドラマCD 娘ドラ◎（ミーナ・ローシャン、ネネ・ローラ）
- レティーシュ・ナイツ 〜緑柱石（エメラルド）の誓約〜（レティーシュ・チェインバース）※初回限定特装版付属CD
- 瑠璃の風に花は流れる 第1、2巻（緋奈）

2010年
- 今日の早川さん（テン子、本の女神）
- ぬらりひょんの孫（家長可奈）

2013年
- 名探偵ルーシィ 〜鏡屋敷の連続妖精失踪事件〜（ルーシィ・ハートフィリア）
- お護り男子! 神ダーりん 〜いにしえの約束〜（於大）

2014年
- 宮河家の空腹 〜陵桜学園高等学校文化祭は大パニックかも〜（泉こなた）

2015年
- 終焉-re;act-（A乃）

### デジタルコミック
- はぢがーる（2013年、神楽紗江）
- 13－サーティーン－　読切作品の前編・後編（2023年、五流醐十三夜）

### 吹き替え

#### 映画（吹き替え）
- ザスーラ（2008年、リサ〈クリステン・スチュワート〉）※日本テレビ版
- 本日の猫事情（2008年、ルパン）
- DRAGONBALL EVOLUTION（2009年、ブルマ・ブリーフ〈エミー・ロッサム〉）
- キタキツネ物語〜明日へ（2013年、レイラ）
- 10人の泥棒たち（2013年、イェニコール〈チョン・ジヒョン〉）
- 人魚姫（2017年、人魚姫 シャンシャン〈リン・ユン〉）
- シャザム!（2019年、メアリー〈グレイス・フルトン〉[198]、スーパーメアリー〈ミシェル・ボース〉[199]）※劇場公開版
- シャザム!〜神々の怒り〜（2023年、メアリー / スーパーメアリー〈グレイス・キャロライン・カリー〉[200]）

#### ドラマ
- CSI:9 科学捜査班（2010年、ヘイリー〈テイラー・スウィフト〉）
- シティーハンター in Seoul（2012年、キム・ナナ〈パク・ミニョン〉）
- ジャイアント（2012年、イ・ミジュ〈ファン・ジョンウム〉）
- 私の心が聞こえる?（2012年、ポン・ウリ〈ファン・ジョンウム〉）
- 曹操（2013年、貂蝉〈センリア・ハン〉）

#### アニメ
- スターシップ・トゥルーパーズ インベイジョン（2012年、トリッグ）
- ミラベルと魔法だらけの家（2021年、イサベラ[201]）
- ウィッシュ（2023年）[202]

### 人形劇
- おかあさんといっしょ「ポコポッテイト」（2015年、ウミガメのじょうおうさま）

### ナレーション
- 解体新ショー（2007年4月 - 2009年3月、NHK総合テレビジョン）
- 池上彰のニッポン先取り〜今知っておきたい重大ニュース（2019年5月12日、テレビ東京）
- アニ×パラ〜あなたのヒーローは誰ですか〜（2021年8月20日、NHK総合テレビジョン）
- FOGDOG（2025年7月22日〈21日深夜〉 - 、日本テレビ） - 予告ナレーション[203]

### ラジオ・音声配信
- 天使のしっぽ ホームパーティー（2001年10月 - 2002年3月、文化放送・ラジオ大阪）
- 五味隆典 天下無双（2005年10月 - 2006年3月、ニッポン放送） - ディメンション・ゼロのコーナー担当。
- ラジオどっとあい 平野綾のふわぁっとエレガント★High School（2006年1月 - 2006年6月、BBQR）
- 涼宮ハルヒの憂鬱 SOS団ラジオ支部（2006年2月3日 - 12月29日〈休止中〉、ラジオ関西）
- ピャパプピーペンピェぷ〜ん（2006年4月6日 - 2006年6月22日、ランティスウェブラジオ・BEAT☆Net Radio!）
- ひまわりっ!のラジオなのです。ご主人様♪（2006年9月、スタチャインターネットラジオ）
- ラーメン天使プリティメンマ 綾と修之のらぶらぶ♥エキス（メディアファクトリー）
- すももらじお（2006年9月22日 - 2007年9月14日、ランティスウェブラジオ、BEAT☆Net Radio!）
- RADIOアニメロミックス（2007年10月6日 - 2009年10月3日、文化放送）
- アニメロミックスPresents Say! GoodLuck!（2007年11月9日 - 2008年12月12日、超!放送局）
- 平野綾★ミッドナイトレディオ（2009年10月10日 - 2010年10月2日、文化放送）
- 平野綾のSay!You Young（2010年4月14日、超!A&G+）
- リッスン? 〜Live 4 Life〜（2012年4月2日 - 2013年3月25日、文化放送、東海ラジオ） - 月曜日担当
- そうです！平野綾の特番です。（2012年6月10日、文化放送）
- AYA Means I Love You（2013年4月7日 - 2016年3月30日、NACK5）
- あやのこと。 （2021年10月8日 -　、stand.fm）

### ラジオドラマ
- 風の中のマリア
- とある飛空士への追憶

### ラジオCD
- すももらじお 銀鱈の乱～地上最強のヨメ対決勃発！～（2007年5月9日）

### アプリ
- 涼宮ハルヒのBOOK☆WALKERナビ（涼宮ハルヒ）
- 涼宮ハルヒのあにポケ（涼宮ハルヒ）
- 平野綾 公式アプリ

### 映像
- 涼宮ハルヒの憂鬱 超DVD（「DVD 涼宮ハルヒの激奏」「平野綾写真集 H」「VOiCE Newtype」連動SOS団連合キャンペーン）
- ライブDVD『らき☆すた in 武道館 あなたのためだから』
- 東武百貨店（電車内の中吊り広告）
- デニーズ（2010年 - 2011年、キャンペーンキャラクター）
- デジタルフォトブック『ラブレター』、『ラブストーリー』、『I LOVE YOU』（Android）
- 平野綾公式アプリ（iOS、Android）

### パチンコ・スロット機
- CR戦国双天絵巻〜華恋姫伝〜（茶々）
- CR武神烈伝（茶々）
- パチスロ SPY GIRL（ミウ）
- CR FEVER涼宮ハルヒの憂鬱（涼宮ハルヒ）
- パチスロ ウィッチクラフトワークス（2016年、ウィークエンド[204]）
- パチスロ 涼宮ハルヒの憂鬱（涼宮ハルヒ）
- CR FAIRY TAIL（ルーシィ・ハートフィリア）
- パチスロ FAIRY TAIL （ルーシィ・ハートフィリア）

### その他コンテンツ
- エンバーミング -THE ANOTHER TALE OF FRANKENSTEIN-（ジャンプフェスタ版、エーデル＝ワイズ）
- 着信御礼!ケータイ大喜利（大喜利子）
- Let's天才てれびくん（うぎろう）
- 涼宮ハルヒ降臨！12年ぶり「大賞」受賞作ホムセカ始動！①【CV.平野綾】(2022年10月17日YouTubeにて公開、涼宮ハルヒ)[205]

## ディスコグラフィ

### シングル
|            | 発売日         | タイトル                 | 規格品番   | 規格品番  | オリコン 最高位 |
| 初回限定盤 | 発売日         | タイトル                 | 通常盤     |           | オリコン 最高位 |
| ---------- | -------------- | ------------------------ | ---------- | --------- | --------------- |
| 1st        | 2006年3月8日   | Breakthrough             | -          | LACM-4251 | 79位            |
| 2nd        | 2006年4月26日  | 冒険でしょでしょ?        | -          | LACM-4255 | 10位            |
| 3rd        | 2006年9月6日   | 明日のプリズム           | -          | LACM-4292 | 13位            |
| 4th        | 2007年10月10日 | LOVE★GUN                 | -          | LACM-4417 | 6位             |
| 5th        | 2007年11月7日  | NEOPHILIA                | -          | LACM-4430 | 17位            |
| 6th        | 2007年12月5日  | MonStAR                  | -          | LACM-4436 | 11位            |
| 7th        | 2008年4月23日  | Unnamed world            | -          | LACM-4485 | 20位            |
| 8th        | 2009年4月29日  | Set me free/Sing a Song! | LACM-34609 | LACM-4609 | 13位            |
| 9th        | 2009年7月22日  | Super Driver             | -          | LACM-4631 | 3位             |
| 10th       | 2010年6月23日  | Hysteric Barbie          | LACM-34700 | LACM-4700 | 9位             |
| 11th       | 2013年2月20日  | TOxxxIC                  | UMCK-9613  | UMCK-5422 | 24位            |
| 12th       | 2013年10月9日  | Promise                  | UMCK-9633  | UMCK-5442 | 36位            |

|     | 発売日        | タイトル   | 規格品番 |
| --- | ------------- | ---------- | -------- |
| 1st | 2025年5月10日 | evolutions | LZC-3053 |

### アルバム
|            | 発売日         | タイトル        | 規格品番   | 規格品番  | オリコン 最高位 |
| 初回限定盤 | 発売日         | タイトル        | 通常盤     |           | オリコン 最高位 |
| ---------- | -------------- | --------------- | ---------- | --------- | --------------- |
| 1st        | 2008年7月16日  | RIOT GIRL       | -          | LACA-5793 | 6位             |
| 2nd        | 2009年11月18日 | スピード☆スター | LACA-35975 | LACA-5975 | 4位             |
| 3rd        | 2014年2月19日  | vivid           | UMCK-9658  | UMCK-1471 | 31位            |

|            | 発売日        | タイトル  | 規格品番  | 規格品番  | オリコン 最高位 |
| 初回限定盤 | 発売日        | タイトル  | 通常盤    |           | オリコン 最高位 |
| ---------- | ------------- | --------- | --------- | --------- | --------------- |
| 1st        | 2012年5月23日 | FRAGMENTS | UMCK-9487 | UMCK-1418 | 12位            |

|            | 発売日        | タイトル   | 規格品番   | 規格品番   | 規格品番   | オリコン 最高位 |
| 初回限定盤 | 発売日        | タイトル   | 特別限定盤 | 通常盤     |            | オリコン 最高位 |
| ---------- | ------------- | ---------- | ---------- | ---------- | ---------- | --------------- |
| 1st        | 2011年5月25日 | AYA MUSEUM | LACA-35115 | LACA-35101 | LACA-15101 | 5位             |

### 映像作品

#### ライブビデオ
|         | 発売日         | タイトル                                            | 規格品番 | 規格品番 | オリコン 最高位 |
| Blu-ray | 発売日         | タイトル                                            | DVD      |          | オリコン 最高位 |
| ------- | -------------- | --------------------------------------------------- | -------- | -------- | --------------- |
| 1st     | 2009年2月25日  | 1st LIVE 2008 RIOT TOUR LIVE DVD                    |          |          | 位              |
| 2nd     | 2010年6月23日  | 2nd LIVE TOUR 2009 スピード☆スターツアーズ LIVE DVD |          |          | 位              |
| 3rd     | 2011年5月2日   | AYA HIRANO Special LIVE 2010 〜Kiss me〜            |          |          | 49位            |
| 4th     | 2012年11月28日 | AYA HIRANO FRAGMENTS LIVE TOUR 2012                 |          |          | 位              |

#### PV集
|         | 発売日       | タイトル                               | 規格品番 | 規格品番 | オリコン 最高位 |
| Blu-ray | 発売日       | タイトル                               | DVD      |          | オリコン 最高位 |
| ------- | ------------ | -------------------------------------- | -------- | -------- | --------------- |
| 1st     | 2009年9月9日 | AYA HIRANO Music Clip Collection vol.1 |          |          | 位              |

### 歌手参加楽曲
| 発売日        | 商品名                          | 歌 | 楽曲                                | 備考                                                               |
| ------------- | ------------------------------- | --- | ----------------------------------- | ------------------------------------------------------------------ |
| 2008年7月23日 | Yells 〜It's a beautiful life〜 | ALI PROJECT、石川智晶、石田燿子、ELISA、GRANRODEO、栗林みな実、サイキックラバー、savage genius、JAM Project、Suara、茅原実里、平野綾、美郷あき、水樹奈々、May'n、桃井はるこ、米倉千尋                                      | 「Yells 〜It's a beautiful life〜」 | ライブイベント『Animelo Summer Live 2008 -Challenge-』テーマソング |
| 2008年10月8日 | 涙 NAMIDA ナミダ                | 平野綾 | 「涙 NAMIDA ナミダ」                | テレビアニメ『ヒャッコ』エンディングテーマ                         |
| 2008年10月8日 | 涙 NAMIDA ナミダ                | 平野綾 | 「WIN」                             |                                                                    |
| 2009年6月24日 | RE:BRIDGE〜Return to oneself〜  | 彩音、ALI PROJECT、石川智晶、いとうかなこ、ELISA、近江知永、奥井雅美、GRANRODEO、栗林みな実、サイキックラバー、榊原ゆい、savage genius、JAM Project、Suara、茅原実里、平野綾、manzo、水樹奈々、May'n、桃井はるこ、米倉千尋 | 「RE:BRIDGE〜Return to oneself〜」  | ライブイベント『Animelo Summer Live 2009 -RE:BRIDGE-』テーマソング |

### キャラクターソング
| 発売日         | 商品名                                                                                        | 歌 | 楽曲 | 備考                                                                                      |
| -------------- | --------------------------------------------------------------------------------------------- | --- | --- | ----------------------------------------------------------------------------------------- |
| 2001年8月29日  | ロリータの温度                                                                                | ロリータ℃（平野綾） | 「STRANGE WISH」 「Strange New World（LOLITA ℃ Version）」 「ヨハネの手紙」 「世界が文学ならいいのに」 「うしなう」 「福音のメッセージ」 「Trust No One」 「葡萄姫」 「A sweet kidnapper that here and gone」 「幸福な無名時代（Love Version）」 「ラジオ・キッス（Sweet Version）」 「君を守るために僕は夢を見る（MPD Version）」           | テレビドラマ『多重人格探偵サイコ 雨宮一彦の帰還』サウンドトラックアルバム                 |
| 2001年9月29日  | 天使のピクニック                                                                              | P.E.T.S. | 「天使のピクニック」 | テレビアニメ『おとぎストーリー 天使のしっぽ』関連曲                                       |
| 2001年10月30日 | 天使のしっぽ/One Drop                                                                         | P.E.T.S. | 「天使のしっぽ」 | テレビアニメ『おとぎストーリー 天使のしっぽ』オープニングテーマ                           |
| 2001年10月30日 | 天使のしっぽ ラジオ体操〜ココロ体操［第一］〜                                                 | 守護天使・小学生チーム | 「天使のしっぽ ラジオ体操〜ココロ体操［第一］〜」 | テレビアニメ『おとぎストーリー 天使のしっぽ』関連曲                                       |
| 2002年1月26日  | 天使のうたごえ vol.2                                                                          | サルのモモ（平野綾） | 「Step〜明日への一歩〜」 | テレビアニメ『おとぎストーリー 天使のしっぽ』関連曲                                       |
| 2003年2月5日   | キディ・グレイド SOUND PACK2 LUMIERE                                                          | リュミエール（平野綾） | 「光の海」 | テレビアニメ『キディ・グレイド』関連曲                                                    |
| 2003年2月5日   | キディ・グレイド SOUND PACK2 LUMIERE                                                          | エクレール（永田亮子）、リュミエール（平野綾） | 「Girls power〜史上最高〜」 | テレビアニメ『キディ・グレイド』関連曲                                                    |
| 2003年3月21日  | キディ・グレイド SOUND PACK3 LUMIERE                                                          | エクレール（永田亮子）、リュミエール（平野綾） | 「FUTURE（Duet Version）」 | テレビアニメ『キディ・グレイド』関連曲                                                    |
| 2003年9月3日   | Identified                                                                                    | ミンミン（平野綾） | 「Kira☆Kira☆Revolution」 | テレビアニメ『爆転シュート ベイブレード Gレボリューション』挿入歌                         |
| 2004年2月25日  | 白倉由美作品集ベストセレクションシリーズ VOL.4 声優ボーカル集                                 | ロリータ℃（平野綾） | 「アイスクリームの呪い」 「最初で最後のラブストーリー」 「SUPER STRAWBERRY MINT CHOCOLATE」 「17歳の秘密の場所」 「ジェリー・フィッシュ」 「ソラミミが、こぼれてる」 | テレビドラマ『多重人格探偵サイコ 雨宮一彦の帰還』関連曲                                   |
| 2005年10月21日 | いつだってMyサンタ! マイ キャラクターソング キミからお願い                                    | マイ（平野綾） | 「キミからお願い」 「my saint」 | OVA『いつだってMyサンタ!』エンディングテーマ                                              |
| 2005年10月26日 | アイシールド21 SONG FIELD2 二人の意味                                                         | 姉崎まもり（平野綾） | 「二人の意味」 | テレビアニメ『アイシールド21』関連曲                                                      |
| 2005年12月16日 | GALAXY ANGEL II キャラクターファイル4 カルーア・マジョラム                                    | カルーア・マジョラム（平野綾） | 「ミラクルS・O・S」 | 『GALAXY ANGEL II』関連曲                                                                 |
| 2005年12月21日 | アイシールド21 SOUND FIELD SPECIAL                                                            | 泥門デビルバッツ | 「Chain of power」 | テレビアニメ『アイシールド21』関連曲                                                      |
| 2005年12月21日 | my saint〜いつだってMyサンタ! BGM & CHARACTER SONGS REMIX                                     | マイ（平野綾） | 「my saint ヴォーカルバージョン」 | OVA『いつだってMyサンタ!』関連曲                                                          |
| 2005年12月23日 | GALAXY ANGEL II & I デュエットCD 4 カルーア・マジョラム&蘭花・フランボワーズ                  | カルーア・マジョラム（平野綾）、蘭花・フランボワーズ（田村ゆかり） | 「魅力のシンメトリー」 「Gimme your love」 | ゲーム『GALAXY ANGEL II』関連曲                                                           |
| 2006年3月23日  | アイシールド21 SONG BEST                                                                      | 姉崎まもり（平野綾） | 「二人の意味 <album-mix>」 | テレビアニメ『アイシールド21』関連曲                                                      |
| 2006年3月23日  | アイシールド21 SONG BEST                                                                      | 泥門デビルバッツ | 「Chain of power <remix>」 | テレビアニメ『アイシールド21』関連曲                                                      |
| 2006年3月24日  | Canvas2〜虹色のスケッチ〜 オリジナルサウンドトラック『なないろのポートレート』                | 撫子学園合唱部 | 「アヴェ・マリア」 | テレビアニメ『Canvas2 〜虹色のスケッチ〜』関連曲                                          |
| 2006年5月1日   | Eternal Love                                                                                  | ルーンエンジェル隊 | 「Eternal Love ルーンエンジェル隊ver.」 | テレビアニメ『ギャラクシーエンジェる〜ん』関連曲                                          |
| 2006年5月24日  | しちゃいましょう                                                                              | パキラ（平野綾） | 「しちゃいましょう suggestive」 | テレビアニメ『錬金3級 まじかる?ぽか〜ん』エンディングテーマ                               |
| 2006年6月7日   | ひまわりっ! キャラクターボーカルアルバム 霞の里唄祭りっ!                                      | しきみ（平野綾） | 「どうして…」 | テレビアニメ『ひまわりっ!』関連曲                                                         |
| 2006年6月7日   | ひまわりっ! キャラクターボーカルアルバム 霞の里唄祭りっ!                                      | しきみ（平野綾）、あざみ（白石涼子）、ゆすら（中田あすみ）、ヒメジ（吉田真弓） | 「霞の里音頭」 「霞の里音頭〜だんすMIX〜」 | テレビアニメ『ひまわりっ!』関連曲                                                         |
| 2006年6月21日  | 涼宮ハルヒの詰合 〜TVアニメ「涼宮ハルヒの憂鬱」劇中歌集シングル〜                             | 涼宮ハルヒ（平野綾） | 「God knows...」 「Lost my music」 | テレビアニメ『涼宮ハルヒの憂鬱』挿入歌                                                    |
| 2006年6月22日  | GALAXY ANGEL II 絶対領域の扉 デラックス版特典CD「ANGELIC DISC」                               | ムーンエンジェル隊+ルーンエンジェル隊 | 「Eternal Love（11人ver.）」 | ゲーム『GALAXY ANGEL II』関連曲                                                           |
| 2006年7月5日   | 涼宮ハルヒの憂鬱 キャラクターソング Vol.1 涼宮ハルヒ                                          | 涼宮ハルヒ（平野綾） | 「パラレルDays」 「SOSならだいじょーぶ」 「ハレ晴レユカイ（Ver.涼宮ハルヒ）」 | テレビアニメ『涼宮ハルヒの憂鬱』関連曲                                                    |
| 2006年7月26日  | メリーゴーランド宇宙                                                                          | ルーンエンジェル隊 | 「メリーゴーランド宇宙」 | ラジオ『ピャパプピーペンピェぷ〜ん』オープニングテーマ                                    |
| 2006年7月26日  | メリーゴーランド宇宙                                                                          | ルーンエンジェル隊 | 「ハピスマ・ギャラクシー」 | ラジオ『ピャパプピーペンピェぷ〜ん』エンディングテーマ                                    |
| 2006年8月9日   | Run to Win!                                                                                   | 泥門デビルバッツ | 「Run to Win!」 | テレビアニメ『アイシールド21』エンディングテーマ                                          |
| 2006年8月25日  | GALAXY ANGEL II & I デュエットアルバム ANGEL CALL                                             | ルーンエンジェル隊 | 「ドタ☆バタ☆フィエスタ」 | テレビアニメ『ギャラクシーエンジェる〜ん』関連曲                                          |
| 2006年8月25日  | GALAXY ANGEL II & I デュエットアルバム ANGEL CALL                                             | カルーア・マジョラム（平野綾）、蘭花・フランボワーズ（田村ゆかり） | 「Gimme your love」 | テレビアニメ『ギャラクシーエンジェる〜ん』関連曲                                          |
| 2006年10月25日 | 宇宙で恋は☆るるんルーン                                                                       | ルーンエンジェル隊 | 「宇宙で恋は☆るるンルーン」 | テレビアニメ『ギャラクシーエンジェる〜ん』オープニングテーマ                              |
| 2006年10月25日 | 宇宙で恋は☆るるんルーン                                                                       | ルーンエンジェル隊 | 「Go!Go!ルーンエンジャー」 | テレビアニメ『ギャラクシーエンジェる〜ん』関連曲                                          |
| 2006年11月22日 | ギャラクシーエンジェる〜ん キャラクターソング Vol.4 カルーア・マジョラム&テキーラ・マジョラム | カルーア・マジョラム&テキーラ・マジョラム（平野綾） | 「忘れましょうねヤヤヤヤヤン♪」 | テレビアニメ『ギャラクシーエンジェる〜ん』関連曲                                          |
| 2006年12月21日 | まなびストレート!キャラクターミニアルバム 衛藤芽生                                            | 衛藤芽生（平野綾） | 「ルールde MY 秩序」 「しあわせの輪っか」 | テレビアニメ『がくえんゆーとぴあ まなびストレート!』関連曲                                |
| 2006年12月21日 | スペース・マスカレイド                                                                        | ルーンエンジェル隊 | 「サヨナラ1分ユメ9分」 | テレビアニメ『ギャラクシーエンジェる〜ん』挿入歌                                          |
| 2006年12月21日 | Sumomomo,momomo CHARACTER SONG CD                                                             | 中慈馬早苗（平野綾） | 「フツウの恋〜走れ!イインチョー!〜」 | テレビアニメ『すもももももも〜地上最強のヨメ〜』関連曲                                    |
| 2007年1月24日  | 涼宮ハルヒの憂鬱 ドラマCD サウンドアラウンド                                                  | 涼宮ハルヒ（平野綾） | 「First good-bye」 | テレビアニメ『涼宮ハルヒの憂鬱』関連曲                                                    |
| 2007年2月21日  | がくえんゆーとぴあ まなびストレート! 聖桜生徒会 アンサンブル I                                | 衛藤芽生（平野綾） | 「ルールde MY秩序 Swing Version」 「しあわせの輪っか Blitz Garage Version」 | テレビアニメ『がくえんゆーとぴあ まなびストレート!』関連曲                                |
| 2007年3月7日   | ひまわりっ!! キラキラッ!! キャラクター♪song collection                                        | しきみ（平野綾） | 「ひとひらノ恋」 「きらきら 〜Shikimi ver.〜」 | テレビアニメ『ひまわりっ!』関連曲                                                         |
| 2007年3月21日  | Sumomomo,momomo CHARACTER SONG CD 2                                                           | 九頭竜もも子（鹿野優以）、中慈馬早苗（平野綾）、巳屋本いろは（宮崎羽衣） | 「ミツドモエモーション」 | テレビアニメ『すもももももも〜地上最強のヨメ〜』関連曲                                    |
| 2007年3月21日  | TVアニメ「ギャラクシーエンジェる〜ん」ボーカル&バラエティCD NON STOP ルーンエンジェル隊       | ルーンエンジェル隊 | 「ロケットラブル・ラブ」 「やめてメテオ」 「えんじぇる式じんせー論」 「つれづれなるマンマでる〜ん」 「永遠のFRIENDSHIP」 | テレビアニメ『ギャラクシーエンジェる〜ん』関連曲                                          |
| 2007年4月7日   | ミラクルストレート!                                                                           | 天宮学美（堀江由衣）、稲森光香（野中藍）、上原むつき（井上麻里奈）、衛藤芽生（平野綾）、小鳥桃葉（藤田咲） | 「ミラクルストレート!」 「夢・パノラマワイド （めいVersion）」 | ゲーム『がくえんゆーとぴあ まなびストレート! キラキラ☆Happy Festa』主題歌                 |
| 2007年5月16日  | がくえんゆーとぴあ まなびストレート! 聖桜生徒会 アンサンブル II                               | 上原むつき（井上麻里奈）、衛藤芽生（平野綾） | 「100カラットジュエル☆」 | テレビアニメ『がくえんゆーとぴあ まなびストレート!』関連曲                                |
| 2007年5月23日  | もってけ!セーラーふく                                                                         | 泉こなた（平野綾）、柊かがみ（加藤英美里）、柊つかさ（福原香織）、高良みゆき（遠藤綾） | 「もってけ!セーラーふく」 | テレビアニメ『らき☆すた』オープニングテーマ                                               |
| 2007年5月23日  | もってけ!セーラーふく                                                                         | 泉こなた（平野綾）、柊かがみ（加藤英美里）、柊つかさ（福原香織）、高良みゆき（遠藤綾） | 「かえして!ニーソックス」 | テレビアニメ『らき☆すた』関連曲                                                           |
| 2007年6月27日  | Sumomomo,momomo CHARACTER SONG CD 3                                                           | 九頭竜もも子（鹿野優以）、中慈馬早苗（平野綾）、巳屋本いろは（宮崎羽衣） | 「最強○×計画」 | テレビアニメ『すもももももも〜地上最強のヨメ〜』関連曲                                    |
| 2007年6月27日  | Sumomomo,momomo CHARACTER SONG CD 3                                                           | 犬塚孝士（高橋広樹）、九頭竜もも子（鹿野優以）、中慈馬早苗（平野綾）、巳屋本いろは（宮崎羽衣） | 「Big Smile Days◎」 | テレビアニメ『すもももももも〜地上最強のヨメ〜』関連曲                                    |
| 2007年6月27日  | Sumomomo,momomo CHARACTER SONG CD 3                                                           | 中慈馬早苗（平野綾） | 「Flying Horse〜ウマ仮面 愛のテーマ〜」 | テレビアニメ『すもももももも〜地上最強のヨメ〜』関連曲                                    |
| 2007年6月27日  | DEATH NOTE オリジナル・サウンドトラックIII                                                    | 弥海砂（平野綾） | 「Misa no Uta」 | テレビアニメ『DEATH NOTE』挿入歌                                                          |
| 2007年6月27日  | 鉄道むすめ キャラクターソングコレクション Vol.1 栗橋みなみ                                    | 栗橋みなみ（平野綾） | 「ドリームスペーシア」 | 『鉄道むすめ』関連曲                                                                      |
| 2007年7月11日  | TVアニメ『らき☆すた』エンディングテーマ集 〜ある日のカラオケボックス〜                        | 泉こなた（平野綾） | 「宇宙鉄人キョーダイン」 「勝利だ!アクマイザー3」 「それが、愛でしょう」 「CHA-LA HEAD-CHA-LA」 | テレビアニメ『らき☆すた』エンディングテーマ                                               |
| 2007年8月8日   | もってけ!セーラーふくRe-Mix001 〜7 burning Remixers〜                                         | 泉こなた（平野綾）、柊かがみ（加藤英美里）、柊つかさ（福原香織）、高良みゆき（遠藤綾） | 「もってけ!セーラーふく【調子こいて玉砕ミックス】」 「もってけ!セーラーふく【メタボ対策Mix】」 「もってけ!セーラーふく【中の人on the floor mix】」 「もってけ!セーラーふく【-うんだかだ〜教の野望-】」 「もってけ!セーラーふく【グルコサミっくす】」 「もってけ!セーラーふく【祭りミっくす!】」 「もってけ!セーラーふく【青春orzミックス】」 | テレビアニメ『らき☆すた』関連曲                                                           |
| 2007年8月29日  | コスって!オーマイハニー                                                                       | こなた（平野綾）とパティ（ささきのぞみ） | 「コスって!オーマイハニー」 「悠長戦隊ダラレンジャー」 | テレビアニメ『らき☆すた』関連曲                                                           |
| 2007年9月26日  | らき☆すた キャラクターソング Vol.001 泉こなた                                                 | 泉こなた（平野綾） | 「どんだけファンファーレ」 「Dドライヴ/ラヴ」 | テレビアニメ『らき☆すた』関連曲                                                           |
| 2007年10月10日 | mst! SPECIAL CD                                                                               | 天宮学美（堀江由衣）、稲森光香（野中藍）、上原むつき（井上麻里奈）、衛藤芽生（平野綾）、小鳥桃葉（藤田咲） | 「夢・パノラマワイド フルサイズVer.」 | テレビアニメ『がくえんゆーとぴあ まなびストレート!』関連曲                                |
| 2007年10月24日 | らき☆すた キャラクターソング Vol.010 胸ぺったんガールズ                                       | 胸ぺったんガールズ | 「みんなで5じぴったん」 「ロリィタ帝国ビショージョ大帝」 | テレビアニメ『らき☆すた』関連曲                                                           |
| 2007年10月26日 | kiss on the cheek                                                                             | カルーア・マジョラム&テキーラ・マジョラム（平野綾） | 「kiss on the cheek」 | ゲーム『ギャラクシーエンジェルII 無限回廊の鍵』エンディングテーマ                         |
| 2007年12月26日 | らき☆すたRe-Mix002〜『ラキスタノキワミ、アッー』【してやんよ】〜                              | 泉こなた（平野綾）、柊かがみ（加藤英美里）、柊つかさ（福原香織）、高良みゆき（遠藤綾） | 「JAMがもってった!セーラーふく」 「もってけ!セーラーふく EX.Motte[k]remix」 「もってけ!ニーソックス」 「もってけ!セーラーふく Electro 乙女ちっく mix」 「もってけ!セーラーふく Bak-Bak-Bakoon!! mix」 「組曲「らき☆すた動画」」 | テレビアニメ『らき☆すた』関連曲                                                           |
| 2008年3月5日   | ハマってサボっておーまいがっ!                                                                 | 泉こなた（平野綾）、柊かがみ（加藤英美里）、柊つかさ（福原香織）、高良みゆき（遠藤綾） | 「ハマってサボっておーまいがっ!」 | ゲーム『らき☆すた 〜陵桜学園 桜藤祭〜』オープニングテーマ                                 |
| 2008年3月5日   | ハマってサボっておーまいがっ!                                                                 | 泉こなた（平野綾）、柊かがみ（加藤英美里）、柊つかさ（福原香織）、高良みゆき（遠藤綾） | 「なんてったって☆伝説」 | ゲーム『らき☆すた 〜陵桜学園 桜藤祭〜』エンディングテーマ                                 |
| 2008年3月26日  | milktub 15th ANNIVERSARY BEST ALBUM BPM200 ROCK'N'ROLL SHOW                                   | 泉こなた（平野綾）、柊かがみ（加藤英美里）、柊つかさ（福原香織）、高良みゆき（遠藤綾） | 「男子ムリムリ大改造」 | テレビアニメ『らき☆すた』関連曲                                                           |
| 2008年5月28日  | 絶対love×love宣言!!                                                                           | ザ・チルドレン | 「絶対love×love宣言!!」 | テレビアニメ「絶対可憐チルドレン」エンディングテーマ                                      |
| 2008年5月28日  | 絶対love×love宣言!!                                                                           | ザ・チルドレン | 「Over The Future feat. THE CHILDREN」 | テレビアニメ『絶対可憐チルドレン』関連曲                                                  |
| 2008年7月23日  | 絶対可憐チルドレン キャラクターCD 1st session 明石薫 starring 平野綾                          | 明石薫（平野綾） | 「NO!!!」 「ひまわり」 「Over The Future feat.KAORU」 | テレビアニメ『絶対可憐チルドレン』関連曲                                                  |
| 2008年9月24日  | DATTE 大本命                                                                                  | ザ・チルドレン | 「DATTE 大本命」 | テレビアニメ『絶対可憐チルドレン』エンディングテーマ                                      |
| 2008年9月24日  | Memories Off 6〜T-wave〜 PERSONAL COLLECTION 2 箱崎智紗                                       | 箱崎智紗（平野綾） | 「Mind Loop」 | ゲーム『メモリーズオフ6 〜T-wave〜』箱崎智紗エンディング                                  |
| 2008年12月25日 | 目覚めない wish...                                                                            | 長瀬湊（平野綾） | 「目覚めない wish...」 「ai・ココカラ」 | テレビアニメ『あかね色に染まる坂』エンディングテーマ                                      |
| 2009年1月7日   | 乙女ハーフトーン                                                                              | カルーア・マジョラム&テキーラ・マジョラム（平野綾） | 「乙女ハーフトーン」 | ゲーム『ギャラクシーエンジェルII 永劫回帰の刻』エンディングテーマ                         |
| 2009年1月21日  | 涼宮ハルヒの激動 ボーカルミニアルバム                                                         | 涼宮ハルヒ（平野綾） | 「空前未満は見せないで」 | ゲーム『涼宮ハルヒの激動』関連曲                                                          |
| 2009年1月21日  | 涼宮ハルヒの激動 ボーカルミニアルバム                                                         | 平野綾、茅原実里、後藤邑子 | 「BE BE BEAT!!」 | ゲーム『涼宮ハルヒの激動』エンディングテーマ                                              |
| 2009年2月25日  | 早春賦                                                                                        | ザ・チルドレン | 「早春賦」 「MY WINGS feat. THE CHILDREN」 | テレビアニメ『絶対可憐チルドレン』エンディングテーマ                                      |
| 2009年3月25日  | level 7                                                                                       | 明石薫（平野綾） | 「流れ星☆ロマンちっく」 「WITH」 | テレビアニメ『絶対可憐チルドレン』関連曲                                                  |
| 2009年4月1日   | WHITE ALBUM                                                                                   | 森川由綺（平野綾） | 「WHITE ALBUM」 | テレビアニメ『WHITE ALBUM』挿入歌                                                         |
| 2009年4月1日   | WHITE ALBUM                                                                                   | 森川由綺（平野綾） | 「ツイてるねノッてるね」 | テレビアニメ『WHITE ALBUM』関連曲                                                         |
| 2009年4月22日  | いままでのあらすじ                                                                            | えすおーえす団 | 「いままでのあらすじ」 | Webアニメ『涼宮ハルヒちゃんの憂鬱』オープニングテーマ                                     |
| 2009年4月22日  | いままでのあらすじ                                                                            | えすおーえす団 | 「あとがきのようなもの」 | Webアニメ『涼宮ハルヒちゃんの憂鬱』エンディングテーマ                                     |
| 2009年4月22日  | 思い出と約束                                                                                  | レイナ（川澄綾子）、トモエ（能登麻美子）、ナナエル（平野綾） | 「思い出と約束」 | テレビアニメ『クイーンズブレイド 流浪の戦士』エンディングテーマ                           |
| 2009年8月3日   | 佰物語                                                                                        | 阿良々木暦（神谷浩史）、戦場ヶ原ひたぎ（斎藤千和）、八九寺真宵（加藤英美里）、神原駿河（沢城みゆき）、千石撫子（花澤香菜）、羽川翼（堀江由衣）、忍野メメ（櫻井孝宏）、忍野忍（平野綾）、阿良々木火憐（喜多村英梨）、阿良々木月火（井口裕香） | 「思い出のアルバム」 「ありがとうさよなら」 | ドラマCD『佰物語』関連曲                                                                  |
| 2009年8月26日  | クイーンズブレイド 流浪の戦士 キャラクターソングCD Vol.3+ショートドラマ 〜ナナエル編〜        | ナナエル（平野綾） | 「'cause Angel」 | テレビアニメ『クイーンズブレイド 流浪の戦士』関連曲                                       |
| 2009年9月30日  | 涼宮ハルヒの憂鬱 新キャラクターソング Vol.1 涼宮ハルヒ                                        | 涼宮ハルヒ（平野綾） | 「Punkish regular」 「その日空はきっと青い」 | テレビアニメ『涼宮ハルヒの憂鬱』関連曲                                                    |
| 2009年10月28日 | EleC☆TriCk                                                                                    | ロナ（平野綾） | 「EleC☆TriCk」 | テレビアニメ『ファイト一発! 充電ちゃん!!』関連曲                                          |
| 2009年11月4日  | ドラゴンボール改 SONG COLLECTION                                                              | デンデ（平野綾） | 「CURE〜僕がここにいるよ〜」 | テレビアニメ『ドラゴンボール改』関連曲                                                    |
| 2010年1月1日   | 恋色空                                                                                        | 森川由綺（平野綾） | 「恋色空」 | テレビアニメ『WHITE ALBUM』挿入歌                                                         |
| 2010年1月1日   | 恋色空                                                                                        | 森川由綺（平野綾） | 「悲しみよこんにちは」 | テレビアニメ『WHITE ALBUM』関連曲                                                         |
| 2010年1月27日  | な・り・あ・が・り☆                                                                           | 泉こなた（平野綾）、柊かがみ（加藤英美里）、柊つかさ（福原香織）、高良みゆき（遠藤綾） | 「な・り・あ・が・り☆」 | ゲーム『らき☆すた ネットアイドル・マイスター』オープニングテーマ                          |
| 2010年1月27日  | な・り・あ・が・り☆                                                                           | 泉こなた（平野綾）、柊かがみ（加藤英美里）、柊つかさ（福原香織）、高良みゆき（遠藤綾） | 「なんでだったっけアイドル?」 | ゲーム『らき☆すた ネットアイドル・マイスター』エンディングテーマ                          |
| 2010年2月10日  | Passionate squall                                                                             | 織部まふゆ（藤村歩）、山辺燈（豊崎愛生）、テレサ・ベリア（茅原実里）、カーチャ（平野綾）、桂木華（日笠陽子） | 「Passionate squall」 | テレビアニメ『聖痕のクェイサー』エンディングテーマ                                        |
| 2010年2月24日  | Imaginary ENOZ featuring HARUHI                                                               | Imaginary ENOZ & 涼宮ハルヒ（平野綾） | 「Star way to heaven」 「Secret of sensation」 「When I was in love」 | テレビアニメ『涼宮ハルヒの憂鬱』関連曲                                                    |
| 2010年2月24日  | 恋のクェイサーマジック 〜魅惑のヴィーナスコレクション〜                                       | カーチャ（平野綾） | 「HYSTERIC DOLLS」 | テレビアニメ『聖痕のクェイサー』関連曲                                                    |
| 2010年2月24日  | WHITE ALBUM サウンドステージ02                                                                | 森川由綺（平野綾） | 「灯トワイライト」 | テレビアニメ『WHITE ALBUM』関連曲                                                         |
| 2010年3月3日   | FAIRY TAIL キャラクターソングコレクション VOL.2 ルーシィ&ハッピー                             | ルーシィ（平野綾） | 「OPEN THE GATE」 | テレビアニメ『FAIRY TAIL』関連曲                                                          |
| 2010年3月24日  | WHITE ALBUM キャラクターソングBEST&サウンドトラック                                           | 森川由綺（平野綾） | 「WHITE ALBUM（Live Ver.）」 「POWDER SNOW（Live Ver.）」 「POWDER SNOW（YUKI&RINA Ver.）」 | テレビアニメ『WHITE ALBUM』関連曲                                                         |
| 2010年5月12日  | Wishes Hypocrites                                                                             | 織部まふゆ（藤村歩）、山辺燈（豊崎愛生）、テレサ・ベリア（茅原実里）、カーチャ（平野綾）、桂木華（日笠陽子） | 「Wishes Hypocrites」 | テレビアニメ『聖痕のクェイサー』エンディングテーマ                                        |
| 2010年7月28日  | ☆Seventh★Heaven☆/…Out of control…                                                             | ザ・チルドレン | 「☆Seventh★Heaven☆」 | OVA『絶対可憐チルドレン 〜愛多憎生! 奪われた未来?〜』オープニングテーマ                   |
| 2010年8月18日  | Sparky☆Start                                                                                  | 片手☆SIZE | 「Sparky☆Start」 | テレビアニメ『ぬらりひょんの孫』エンディングテーマ                                        |
| 2010年8月18日  | Sparky☆Start                                                                                  | 片手☆SIZE | 「雷雷パレード」 | テレビアニメ『ぬらりひょんの孫』関連曲                                                    |
| 2010年8月25日  | クイーンズブレイド 美しき闘士たち「信義!エリナ揺るぎなき絆」【初回生産特典CD】                | エリナ（水橋かおり）、レイナ（川澄綾子）、アイリ（伊藤かな恵）、アレイン（喜多村英梨）、イルマ（鹿野優以）、エキドナ（甲斐田ゆき）、カトレア（柚木涼香）、クローデット（田中敦子）、シズカ（生天目仁美）、ナナエル（平野綾）、セトラ（立木文彦）、トモエ（能登麻美子）、ニクス（田中理恵）、ノワ（高橋美佳子）、メルファ（大原さやか）、ユーミル（齋藤彩夏）、メローナ＆ラナ（釘宮理恵）、リスティ（甲斐田裕子）、アルドラ（竹内美優）、メナス（後藤邑子） | 「美闘士カーニバル〜たおれる時は前向きに〜 cheio:full」 | OVA『クイーンズブレイド 美しき闘士たち』エンディングテーマ                                |
| 2010年10月28日 | “文学少女”メモワールII -ソラ舞う天使の鎮魂曲（レクイエム）- サウンドトラック                  | 朝倉美羽（平野綾） | 「リトス」 | OVA『“文学少女”メモワールII -ソラ舞う天使の鎮魂曲（レクイエム）-』イメージソング          |
| 2010年11月17日 | Symphonic☆Dream                                                                               | 片手☆SIZE | 「Symphonic☆Dream」 | テレビアニメ『ぬらりひょんの孫』エンディングテーマ                                        |
| 2010年11月17日 | Symphonic☆Dream                                                                               | 片手☆SIZE | 「TKGしか愛せない」 | テレビアニメ『ぬらりひょんの孫』関連曲                                                    |
| 2010年11月25日 | 武装神姫 Character Song & Special Radio Rondo                                                 | エレキギター型MMS ベイビーラズ（平野綾） | 「イイじゃん♪」 | ゲーム『武装神姫 BATTLE MASTERS』関連曲                                                   |
| 2010年11月25日 | クイーンズブレイド 美しき闘士たち「再興!メナス愉悦の王宮」【初回生産特典CD】                  | メローナ、メナス、アイリ、アルドラ、シズカ、セトラ、トモエ、ナナエル（平野綾）、メルファ、ユーミル、リスティ、レイナ | 「美闘士カーニバル〜たおれる時は前向きに〜 quatro:4」 | OVA『クイーンズブレイド 美しき闘士たち』第4話エンディングテーマ                           |
| 2010年12月15日 | ぬらりひょんの孫 キャラクターCD 家長カナ&花開院ゆら                                           | 家長カナ（平野綾） | 「Maybe-go-round」 | テレビアニメ『ぬらりひょんの孫』関連曲                                                    |
| 2011年2月9日   | with you feat.Me 【テイルズ オブ盤】                                                          | BACK-ON feat. カノンノ・グラスバレー（平野綾） | 「with you 『テイルズ オブ』Remix」 | ゲーム『テイルズ オブ ザ ワールド レディアント マイソロジー3』劇中歌                      |
| 2011年2月23日  | クイーンズブレイド 美しき闘士たち「堕天!逸楽のナナエル」【初回生産特典CD】                    | ナナエル（平野綾）、メローナ、アイリ、アルドラ、シズカ、セトラ、トモエ、メナス、メルファ、リスティ、レイナ、ユーミル | 「美闘士カーニバル〜たおれる時は前向きに〜 cinco:5」 | OVA『クイーンズブレイド 美しき闘士たち』第5話エンディングテーマ                           |
| 2011年3月2日   | THE BEST: TALES OF THE WORLD RADIANT MYTHOLOGY Plus                                           | カノンノ・グラスバレー（平野綾） | 「キミにチカラを」 「ラブ・ビート」 | ゲーム『テイルズ オブ ザ ワールド レディアント マイソロジー3』関連曲                      |
| 2011年3月17日  | 龍うた 龍が如くKARAOKE BEST SELECTION                                                         | 花（平野綾） | 「rain drops」 | ゲーム『龍が如く OF THE END』劇中歌                                                       |
| 2011年3月17日  | 龍うた 龍が如くKARAOKE BEST SELECTION                                                         | 郷田龍司（岩崎征実）、花（平野綾） | 「神室純恋歌」 | ゲーム『龍が如く OF THE END』劇中歌                                                       |
| 2011年3月23日  | 君に届け Secret Party 〜北幌高校学校祭アナザーサイド                                          | 胡桃沢梅（平野綾） | 「ナツラブ」 | テレビアニメ『君に届け』関連曲                                                            |
| 2011年3月23日  | 君に届け Secret Party 〜北幌高校学校祭アナザーサイド                                          | 黒沼爽子（能登麻美子）、風早翔太（浪川大輔）、矢野あやね（沢城みゆき）、吉田千鶴（三瓶由布子）、真田龍（中村悠一）、胡桃沢梅（平野綾）、三浦健人（宮野真守） | 「きみにとどけ」 | テレビアニメ『君に届け』関連曲                                                            |
| 2011年3月23日  | クイーンズブレイド 美しき闘士たち「奥義!差添いの逢魔が旅」【初回生産特典CD】                  | トモエ、シズカ、アルドラ、アイリ、セトラ、ナナエル（平野綾）、メナス、メルファ、メローナ、ユーミル、リスティ、レイナ | 「美闘士カーニバル〜たおれる時は前向きに〜 seis:6」 | OVA『クイーンズブレイド 美しき闘士たち』第6話エンディングテーマ                           |
| 2011年4月6日   | らくらく全手動空間/遊びの学びの静けさの                                                       | 涼宮ハルヒちゃん（平野綾）、長門有希（茅原実里）、朝比奈みくる（後藤邑子） | 「らくらく全手動空間」 | ゲーム『涼宮ハルヒちゃんの麻雀』オープニングテーマ                                        |
| 2011年4月27日  | FAIRY TAIL CHARACTER SONG ALBUM "Eternal Fellows"                                             | ルーシィ（平野綾） | 「日常賛歌 〜This Place〜」 | OAD『FAIRY TAIL』エンディングテーマ                                                       |
| 2011年7月27日  | Orange Smile                                                                                  | 片手☆SIZE | 「Orange Smile」 | テレビアニメ『ぬらりひょんの孫 千年魔京』エンディングテーマ                               |
| 2011年7月27日  | Orange Smile                                                                                  | 片手☆SIZE | 「Lime Night」 | テレビアニメ『ぬらりひょんの孫 千年魔京』関連曲                                           |
| 2011年8月10日  | 聖闘士星矢 THE LOST CANVAS 冥王神話 キャラクターソングアルバム                                | サーシャ（平野綾） | 「azure」 | OVA『聖闘士星矢 THE LOST CANVAS 冥王神話』関連曲                                          |
| 2011年8月24日  | 寮長先生の歌謡ヒットチャンネル〜第2の夜〜                                                     | 衹堂静珠（平野綾） | 「アモーレ!!」 | テレビアニメ『まりあ†ほりっく あらいぶ』関連曲                                            |
| 2011年10月26日 | Departure                                                                                     | 片手☆SIZE | 「Departure」 | テレビアニメ『ぬらりひょんの孫 千年魔京』エンディングテーマ                               |
| 2011年10月26日 | Departure                                                                                     | 片手☆SIZE | 「Tiara a moi」 | テレビアニメ『ぬらりひょんの孫 千年魔京』関連曲                                           |
| 2012年1月25日  | それいけ！アンパンマン ベストヒット'12                                                        | コキンちゃん（平野綾） | 「あおいなみだ-コキンのうた-」 | テレビアニメ『それいけ!アンパンマン』関連曲                                               |
| 2012年3月21日  | HUNTER×HUNTER キャラクター・ソング集2                                                         | メンチ（平野綾） | 「美食ハンター」 | テレビアニメ『HUNTER×HUNTER』関連曲                                                       |
| 2012年5月23日  | Party! Love Beat!/想っている ずっと…                                                          | パスカ・カノンノ（工藤晴香）、カノンノ・イアハート（伊藤かな恵）、カノンノ・グラスバレー（平野綾） | 「Party! Love Beat!」 | ゲーム「テイルズ オブ シリーズ」関連曲                                                    |
| 2012年6月27日  | それいけ!アンパンマン よみがえれ バナナ島                                                     | ばいきんまん（中尾隆聖）、ドキンちゃん（鶴ひろみ）、コキンちゃん（平野綾） | 「ハヒフヘばいきんまん」 | 劇場アニメ『それいけ!アンパンマン リズムでてあそび アンパンマンとふしぎなパラソル』挿入歌 |
| 2013年7月31日  | KACHIGUMI                                                                                     | 泉こなた（平野綾）、柊かがみ（加藤英美里） | 「KACHIGUMI」 | Webアニメ『宮河家の空腹』オープニングテーマ                                               |
| 2015年4月29日  | フレ降レミライ                                                                                | 北高文芸部女子会 | 「フレ降レミライ」 | テレビアニメ『長門有希ちゃんの消失』オープニングテーマ                                    |
| 2015年7月22日  | 長門有希ちゃんの消失 CHARACTER SONG SERIES “In Love” case.5 SUZUMIYA HARUHI                   | 涼宮ハルヒ（平野綾） | 「Dreamerという冒険者」 「錯覚Loving' you?」 「フレ降レミライ（涼宮ハルヒver.）」 | テレビアニメ『長門有希ちゃんの消失』関連曲                                                |
| 2015年9月23日  | 終焉-Re:act-                                                                                  | A乃（平野綾） | 「ファイティングガール」 | 『終焉ノ栞プロジェクト』関連曲                                                            |
| 2018年12月14日 | PRIDE 〜GRANBLUE FANTASY〜                                                                    | ベアトリクス（平野綾） | 「PRIDE」 | ゲーム『グランブルーファンタジー』関連曲                                                  |
| 2021年11月17日 | PROOF                                                                                         | ジョー・ギリス（平方元基）、ベティー・シェーファー（平野綾） | 「Too Much In Love To Care」 | 舞台『サンセット大通り』挿入歌                                                            |
| 2022年12月21日 | ポプテピピック ALL TIME BEST 3                                                                | ポプ子（平野綾）、ピピ美（茅原実里） | 「アイデンティティ」 | テレビアニメ『ポプテピピック TVアニメーション作品第二シリーズ』挿入歌                     |
| 2025年7月29日  | 無敵的ハピネス！                                                                              | 涼宮ハルヒ（平野綾）、長門有希（茅原実里）、朝比奈みくる（後藤邑子）、キョン（杉田智和）、古泉一樹（小野大輔） | 「無敵的ハピネス！（SOS団5人Ver.）」 | 小説『涼宮ハルヒ』シリーズ関連曲                                                          |
| 2025年7月29日  | 無敵的ハピネス！                                                                              | 涼宮ハルヒ（平野綾）、長門有希（茅原実里）、朝比奈みくる（後藤邑子） | 「無敵的ハピネス！」 | 小説『涼宮ハルヒ』シリーズ関連曲                                                          |
| 2025年8月5日   | Chasing destiny                                                                               | 涼宮ハルヒ（平野綾） | 「Chasing destiny」 | 小説『涼宮ハルヒ』シリーズ関連曲                                                          |
| 2025年8月12日  | Colorful Starting Line                                                                        | 涼宮ハルヒ（平野綾） | 「Colorful Starting Line」 | 小説『涼宮ハルヒ』シリーズ関連曲                                                          |

### その他参加楽曲
| 発売日         | 商品名                                                        | 歌                           | 楽曲                                              | 備考                                                         |
| -------------- | ------------------------------------------------------------- | ---------------------------- | ------------------------------------------------- | ------------------------------------------------------------ |
| 2006年5月10日  | ハレ晴レユカイ                                                | 平野綾、茅原実里、後藤邑子   | 「ハレ晴レユカイ」                                | テレビアニメ『涼宮ハルヒの憂鬱』エンディングテーマ           |
| 2006年5月10日  | ハレ晴レユカイ                                                | 平野綾、茅原実里、後藤邑子   | 「うぇるかむUNKNOWN」                             | ラジオ『涼宮ハルヒの憂鬱 SOS団ラジオ支部』エンディングテーマ |
| 2006年11月22日 | 最強パレパレード                                              | 平野綾、茅原実里、後藤邑子   | 「最強パレパレード」                              | ラジオ『涼宮ハルヒの憂鬱 SOS団ラジオ支部』オープニングテーマ |
| 2006年11月22日 | 最強パレパレード                                              | 平野綾、茅原実里、後藤邑子   | 「運命的事件の幸福」                              | ラジオ『涼宮ハルヒの憂鬱 SOS団ラジオ支部』エンディングテーマ |
| 2007年11月28日 | Jingle All the Way!                                           | 平野綾                       | 「平野綾の『ジングルベル』」                      |                                                              |
| 2008年1月23日  | 世界が夢見るユメノナカ/最終未来を見せて!                      | 平野綾、茅原実里、後藤邑子   | 「世界が夢見るユメノナカ」 「最終未来を見せて！」 | ゲーム『涼宮ハルヒの約束』エンディングテーマ                 |
| 2008年1月23日  | 世界が夢見るユメノナカ/最終未来を見せて!                      | 平野綾                       | 「世界が夢見るユメノナカ」 「最終未来を見せて！」 | ゲーム『涼宮ハルヒの約束』エンディングテーマ                 |
| 2009年3月25日  | 涼宮ハルヒの直列・並列 ボーカルミニアルバム                   | 平野綾、茅原実里、後藤邑子   | 「だって地球が回るから」                          | ゲーム『涼宮ハルヒの直列』オープニングテーマ                 |
| 2009年3月25日  | 涼宮ハルヒの直列・並列 ボーカルミニアルバム                   | 平野綾、茅原実里、後藤邑子   | 「Wonder trip」                                   | ゲーム『涼宮ハルヒの直列』エンディングテーマ                 |
| 2009年3月25日  | 涼宮ハルヒの直列・並列 ボーカルミニアルバム                   | 平野綾、茅原実里、後藤邑子   | 「ソノママJET JUMPER」 「アイム・フリーダム」     | ゲーム『涼宮ハルヒの並列』エンディングテーマ                 |
| 2009年8月26日  | 止マレ!                                                       | 平野綾、茅原実里、後藤邑子   | 「止マレ!」                                       | テレビアニメ『涼宮ハルヒの憂鬱』エンディングテーマ           |
| 2009年8月26日  | 止マレ!                                                       | 平野綾、茅原実里、後藤邑子   | 「潜在的太陽の証明」                              | テレビアニメ『涼宮ハルヒの憂鬱』関連曲                       |
| 2013年1月9日   | REASON（HUNTER×HUNTER Ver.）                                  | 潘めぐみ、伊瀬茉莉也、平野綾 | 「流れ星☆キラリ」                                 | テレビアニメ『HUNTER×HUNTER』関連曲                          |
| 2016年9月7日   | トリビュートアルバム『ザ・ピーナッツ トリビュート・ソングス』 | 中川翔子、平野綾             | 「モスラの歌」                                    |                                                              |
| 2016年12月18日 | SIXTH SENSE ADVENTURE                                         | 平野綾、茅原実里、後藤邑子   | 「SIXTH SENSE ADVENTURE」                         | パチスロ『パチスロ 涼宮ハルヒの憂鬱』主題歌                  |
| 2023年4月26日  | CrosSing Collection vol.2                                     | 平野綾                       | 「空色デイズ」                                    | 『CrosSing - Music＆Voice-』関連曲                           |

## ライブ

### 単独ライブ
| 公演日         | タイトル                                    | 会場           |
| -------------- | ------------------------------------------- | -------------- |
| 2010年12月23日 | AYA HIRANO Special LIVE 2010 ～Kiss me～    | 赤坂BLITZ      |
| 2019年8月8日   | AYA HIRANO SPECIAL LIVE 2019〜Storm Rider〜 | TSUTAYA O-WEST |

### ツアー
| 公演年 | タイトル                              | 公演規模・会場 |
| ------ | ------------------------------------- | --- |
| 2024年 | AYA HIRANO LIVE TOUR 2024 〜RE:BOOT〜 | 2月17日(土) 愛知 NAGOYA JAMMIN 2月18日(日) 大阪 Yogibo META VALLEY 2月23日(金・祝) 東京 代官山UNIT 2月24日(土) 京都 FANJ 2月25日(日) 福岡 DRUM Be-1 3月3日(日) 東京 神田スクエアホール |
| 2024年 | AYA HIRANO ASIA TOUR 2024 〜RE:BOOT〜 | 8月16日(金) 台北 8月17日(土) 上海 8月18日(日) 広州 |

## 出版

### イメージビデオ
- ラブレター（ポニーキャニオン、2007年11月21日）
- ラブストーリー（ポニーキャニオン、2008年4月25日）
- I LOVE YOU（ポニーキャニオン、2009年3月18日）

### 書籍
- ロリータの温度（2000年、角川グループパブリッシング、撮影・伊島薫） ISBN 978-4-04-853272-3
- H 〜STAIRWAY to 20〜 （2007年、角川グループパブリッシング、撮影・厚地健太郎） ISBN 978-4-04-854096-4
- 1/19 Bpm（ナインティーン ビー・ピー・エム）（2007年、主婦の友社） ISBN 978-4-07-258106-3
- Aya FILE.1（2008年、スペースクラフト・エンタテインメント、撮影・能美潤一郎）
- Girlfriend（2009年、ワニブックス、撮影・根本好伸） ISBN 978-4-8470-4175-4
- Brand New Day 〜あやのこと〜（2009年、角川書店） ISBN 978-4-04-854368-2
- AyaFILE.special edition 〜1stLIVE2008「RIOT TOUR」LIVE PHOTOBOOK〜（2009年、スペースクラフト・エンタテインメント、撮影・能美潤一郎）
- 平野綾 '08-'10 Aya（2010年、主婦の友社）ISBN 978-4-07-273933-4
- Aya FILE.2 -All Off Shot Album-（2010年、スペースクラフト・エンタテインメント）
- PHOTO BOOK 綾本（2012年、双葉社） ISBN 978-4-5753-0484-8